# Saarlouiser Ludwigsfenster

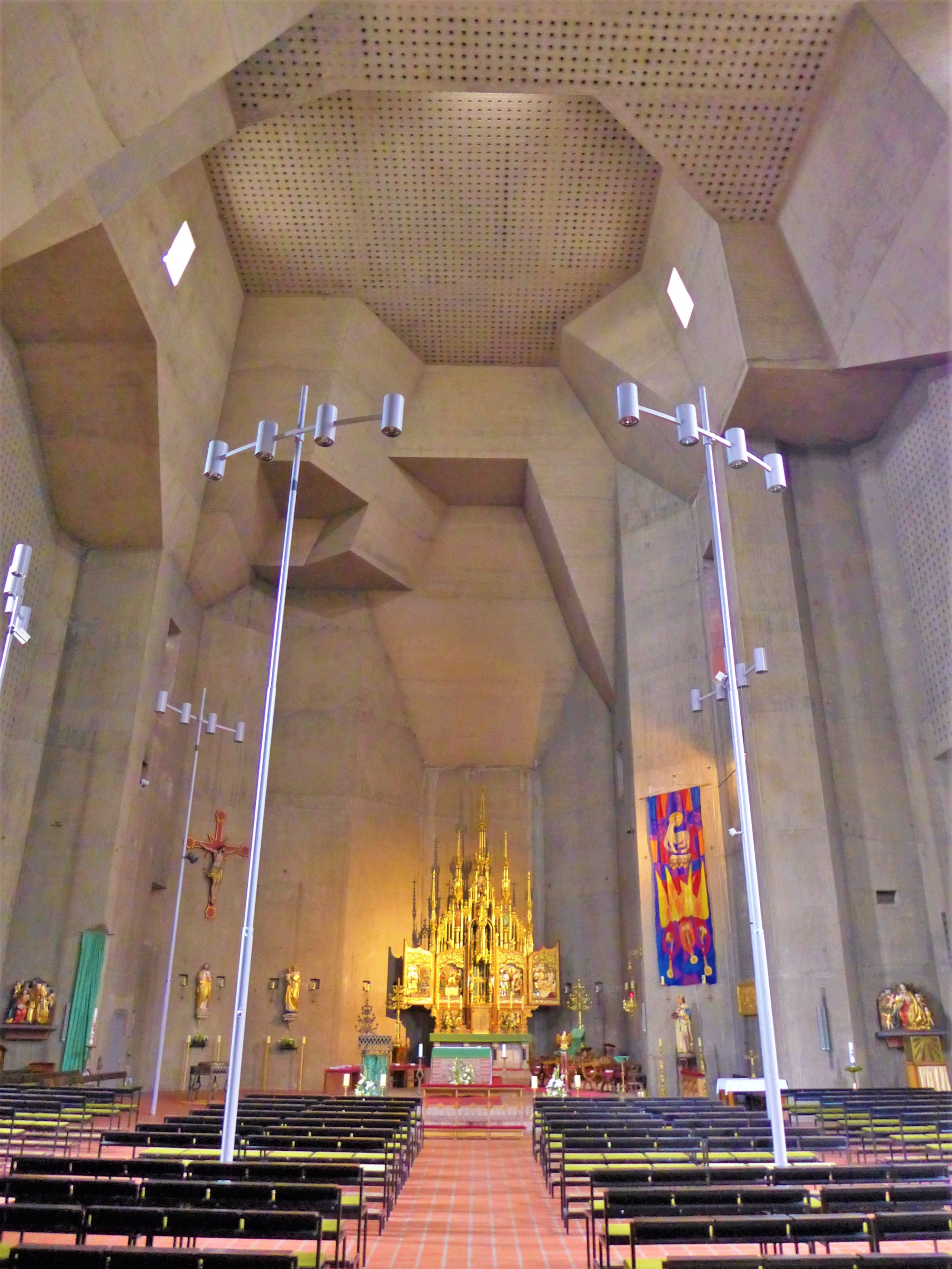
Inneres der Kirche St. Ludwig am Großen Markt in Saarlouis

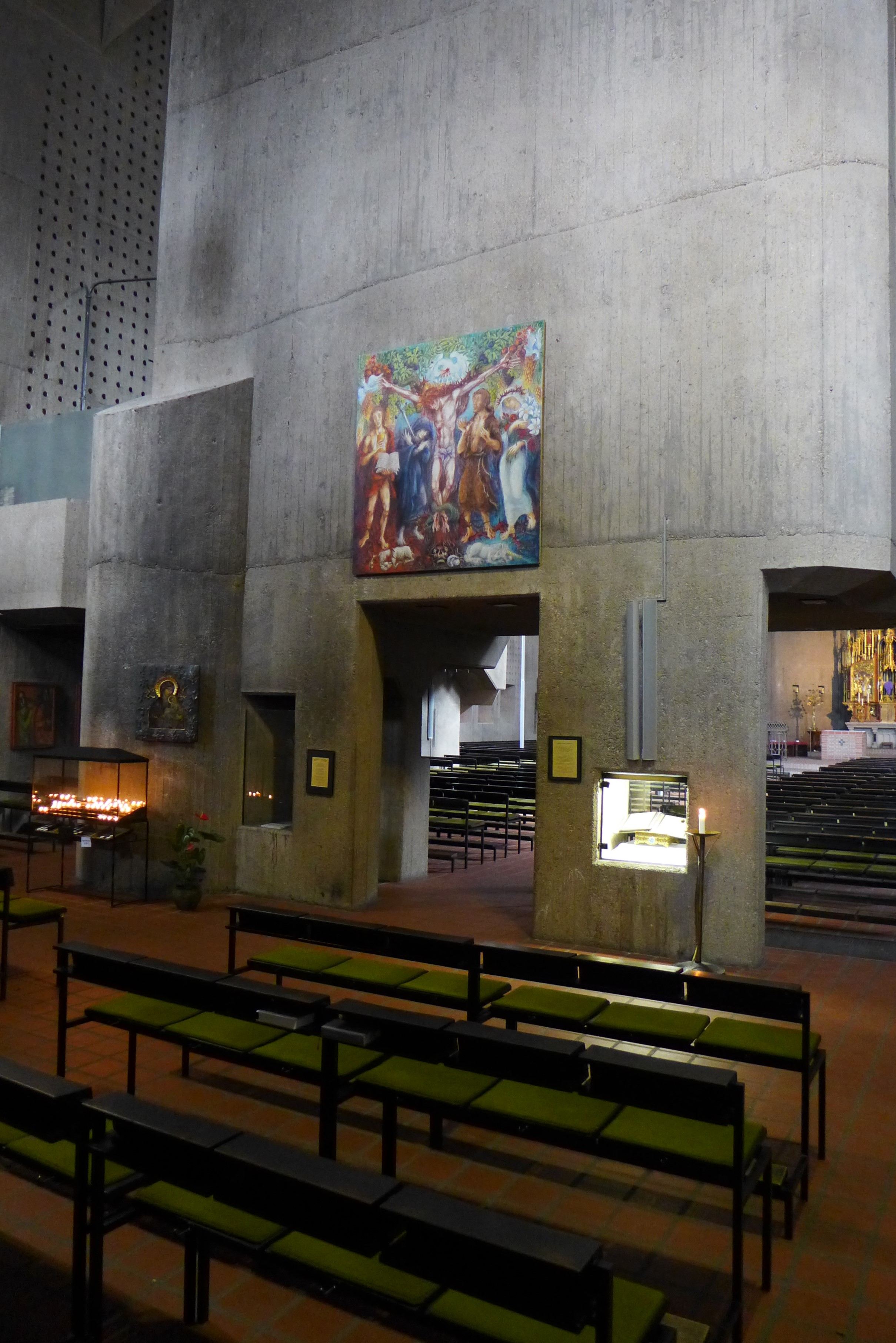
Rückwand der Orgelempore in St. Ludwig, mit dem Gemälde Sacra Conversazione (Ernst Alt)

Die Saarlouiser Ludwigsfenster gehören zu einem Glasmalerei-Zyklus, der durch den Saarbrücker Künstler Ernst Alt für die Saarlouiser Stadtpfarrkirche St. Ludwig geschaffen wurde.

## Konzeption
Aus Anlass des 300-jährigen Gründungsfestes der Stadt Saarlouis im Jahr 1980 wurde im Jahr 1979 durch den bildenden Künstler Alt mit dem Pelikanfenster ein neuer Fensterzyklus in der Kirche St. Ludwig begonnen, der sukzessive bis zum Tod des Künstlers im Jahr 2013 weitergeführt wurde. Die Fenster wurden von den Firmen Derix sowie „Die Kunstglaser“, beide in Rottweil, in Antikglas in einer Stärke von 2 bis 3 mm hergestellt. Leitender Schwarzlotmaler war Johannes Görgen. Die Einbrennung erfolgte in mehreren Etappen bei 600 °C. Die verwendeten Antikgläser fertigte die Glashütte Lamberts in Waldsassen. Da die Entwürfe zu den noch ausstehenden Fenstern bereits vorliegen, könnte die Farbverglasung in Zukunft weitergeführt werden.
Die Themen der Fenster wurden so konzipiert, dass sie alle in gewisser Weise mit dem Lebensthema des heiligen Ludwig und dessen engem Bezug zur Dornenkrone Christi in Zusammenhang stehen. Ludwig IX. hatte im Rahmen seines Kreuzzuges im Jahr 1237 in Konstantinopel die angebliche Dornenkrone Jesu Christi erworben und zu deren Aufbewahrung die Sainte-Chapelle in Paris erbauen lassen. Sie wird jetzt in der Kathedrale Notre-Dame de Paris aufbewahrt. Die überwältigende farbintensive Innenraumwirkung der Sainte-Chapelle inspirierte Ernst Alt zur Konzeption des allegorisch hochaufgeladenen Fensterzyklus in St. Ludwig.
Im Herbst 1979 stellte Ernst Alt in Saarlouis seine Fensterentwürfe vor und begann seine Erklärung mit dem Leitspruch „Es ist aus mit dem, was wir heile Welt nennen.“
Der Künstler hatte sich mit der Architektur des Böhmschen Betonbaues und deren Wirkung auf den Betrachter auseinandergesetzt und meinte diesbezüglich:

„Es war mir Freude und Kampf zugleich, mich von der gegebenen Architektur formal inspirieren zu lassen und ihr in der Bildaussage zu widersprechen. Es galt also, die Lichtschächte und Sehschlitze dieser ungeheuren Kulthöhle und dieses inwendigen Gralsberges als Aus- und Einsicht zu gestalten.
Der Bau als expressive Betonplastik, die Stadt mit ihrem Vaubanschen Festungsgrundriss und der Titelheilige der Kirche – der heilige Ludwig – gaben das Programm zur Interpretation der Heilsgeschichte, die ich dem verlorenen Geschichtsverständnis unserer Tage entgegensetzen wollte: Macht und Ohnmacht, Königtum und Knechtschaft, Ruhm und Passion, Leben und Tod.“

Der Zyklus mit dem Titel „Saarlouiser Dornenpassion“ sollte eine Deutung des „Dornenthemas“ in der Bibel sein: angefangen vom Buch Genesis (Vertreibung aus dem Paradies, Widder bei Abraham im Dornbusch) über das Buch Exodus (brennender Dornbusch bei Mose), die metaphorischen Dornen der leidenden Dulder, Psalmisten und Propheten in der Bibel bis hin zur Dornenkrone in der Passion Jesus.
Darüber hinaus entwarf Ernst Alt weitere Fenster, die in einem Gesamtkonzept zu verstehen sind. Zwei Fenster sind bisher noch nicht verwirklicht worden, liegen allerdings im Entwurf vor. Die Farbverglasung der beiden hohen Seitenfenster konzipierte Ernst Alt als Prophetenfenster sowie als Königsfenster.

## Prophetenfenster
Das 10,50 m hohe Prophetenfenster sollte in biblisch-chronologischer Reihenfolge die Propheten als Knechte Gottes darstellen. Im unteren Bildteil pflanzt Noach nach der überstandenen Sintflut und dem Bundesschluss mit Gott (Gen 9,9–10 ) einen Weinstock (Gen 9,20 ). Der nächste Prophet ist Abraham, der aus der Stadt Ur in Chaldäa im Süden des heutigen Irak wegzieht und von Gott aufgefordert wird, in ein Land zu ziehen, das dieser ihm zeigen werde. Seine Nachkommen würden zahlreich sein und er werde ein Segen für alle Völker werden. Im hohen Alter zieht Abram somit nach Kanaan (Gen 11,27 –Gen 25,10 ). Auf Abraham folgt in Ernst Alts Konzeption Mose, der als von Gott Beauftragter nach biblischer Tradition das Volk der Israeliten auf einer vierzig Jahre währenden Wanderung aus der ägyptischen Sklaverei in das kanaanäische Land führt, es selbst aber nicht betreten darf. Über Mose folgt Ijob, der als wohlhabender und gottesfürchtiger Mann im Land Uz lebt und dessen Glaube aufgrund einer Wette zwischen Satan und Gott schwer geprüft wird. An der Spitze des Fensters sollte der Prophet Jona dargestellt werden, der versuchte, sich dem Auftrag Gottes zu entziehen, sich aber schließlich dem göttlichen Willen fügen musste.

## Königsfenster
Das 7,50 m hohe Königsfenster sollte die „Ahnenreihe der Idealkönige von Salem (Jerusalem)“ darstellen. Angelehnt an die Königsgalerie mittelalterlicher Kathedralen oder den Thronsaal des Schlosses Neuschwanstein mit seiner Königsgalerie zeigt Ernst Alt einen vertikalen Chronologie-Reigen von Herrschergestalten, die jeweils auf den Schultern des Vorgängers stehen und spitze goldene Strahlenkronen tragen. Den Anfang macht der biblische Priesterkönig von Salem, Melchisedek, der, angetan mit priesterlicher Stola, dem höchsten Gott Wein in einem Goldkelch und Brot opfert Gen 14,18–20 . Ferner ist Melchisedek in Psalm Ps 110,4  erwähnt, einer Hoheitszusage an den davidischen König Israels, der zugleich Hohepriester ist: „Du bist Priester auf ewig nach der Ordnung des Melchisedek“. Im Neuen Testament wird die Gestalt des Melchisedek im Brief an die Hebräer in den Kapiteln 5–7 hervorgehoben. Hier wird Jesus Christus Hohepriester nach der Ordnung Melchisedeks Hebr 5,6.10  genannt und somit eine eigenständige Soteriologie konzipiert.
Auf den Schultern des greisen Priesterkönigs Melchisedek tanzt, nur umweht von einer sich um den nackten Körper schlängelnden weißen Stoffbanderole des priesterlichen Efod, der jugendliche König David mit der Harfe. Ernst Alt thematisiert hier die Episode aus dem Zweiten Buch Samuel, in der David die Bundeslade in einer feierlichen Prozession nach Jerusalem bringen lässt, vor dem Herrn in ekstatischer Weise tanzt und sich dadurch in den Augen seiner Frau Michal lächerlich macht (6,14–22 ). Den Harfenkopf hat Ernst Alt als Traubenklotz gestaltet, der sich auf die Traubenkuchenspende bei der Verbringung der Bundeslade nach Jerusalem und auf die neutestamentliche Eucharistie beziehen kann.
Mit der Person Davids verbindet sich die prophetische Verheißung, dass der erwartete Messias aus dem Haus David stammen müsse, sodass Jesus im Neuen Testament mehrfach mit dem Titel „Sohn Davids“ angeredet wird. In der christlichen Ikonographie des Mittelalters galt David als der Prototyp des Psalmisten und des Dichters. Im Hymnus Dies irae prophezeit er zusammen mit der Sibylle das Herankommen des Jüngsten Gerichts. Darüber hinaus wurde David in der höfischen Vorstellung des Mittelalters als beispielhafter Ritter und König angesehen. Ebenso diente die biblische Salbung Davids durch den Propheten Samuel im Mittelalter als Vorbild für die kirchliche Königssalbung.
Auf den Schultern seines Vaters David stellt Ernst Alt nun dessen Sohn Salomo dar. Angetan in prächtigen Königsgewändern schwingt er ein goldenes Rauchfass und hält in seiner Rechten einen aufplatzenden Granatapfel. Das Rauchfass deutet auf den Tempelkult hin, den er in Jerusalem mit der Erbauung des ersten Tempels begründete. Sprichwörtlich wurde seine Weisheit. Traditionell gilt Salomo als Autor der biblischen Schriften Buch der Sprichwörter, Kohelet, Hoheslied und Buch der Weisheit. Der Granatapfel stellt einen Bezug her zum Hohenlied, wo die Vorzüge der Geliebten mit der Wohlgestalt eines Granatapfels verglichen werden.
An der Spitze der Königsgalerie scheint abschließend König Ludwig IX. von Frankreich, der Schutzpatron des Saarlouiser Kirchengebäudes, mit dem wehenden Kreuzzugsbanner in das himmlische Jerusalem steigen zu wollen. Angetan mit Ritterrüstung und blauem Königsmantel hebt er in seinen Händen die Dornenkrone Christi empor. Im Zentrum der von goldenen Funken erleuchteten tiefroten Dornenkrone erscheint der goldene Davidstern. Von der Dornenkrone fließt ein Blutstrom als Symbol von Schuld und Machtmissbrauch herab, besudelt alle Könige, die unter Ludwig stehen und fließt schließlich in den Goldkelch des Melchisedek im unteren Bildteil.

## Saarlouiser Dornenpassion

### Fensterzyklus des Alten Testamentes
Der Fensterzyklus des Alten Testamentes und der Geschichte des Judentums enthält bisher fünf Bildfenster.

#### Der Granatdornharfner oder der Lebenspsalter
Ernst Alt entwarf das Fenster im Jahr 1981. Das Glasbild befindet sich oberhalb der Fenster, die alttestamentliche Themen behandeln. Zentrum des Bildes ist eine Harfe, deren Bogen von Dornenzweigen gebildet wird, die von tiefem Rot am Harfenfuß über leuchtendes Gelb am Harfenhals zu frischem Grün am Harfenkopf changieren. Der Harfenfuß ist in der Form und Farbe eines menschlichen Herzens ausgebildet. Der Harfenkopf entfaltet sich in frisches Blattwerk, in dem der Betrachter die vier Entwicklungsstadien eines Granatapfels von der roten Blüte über die kleine Frucht, die reife Frucht sowie die aufbrechende Frucht mit ihren durchscheinenden Samenmänteln erkennen kann. Die Samen des Granatapfels ergießen sich mit blutrotem Fruchtsaft aus der Fruchtschale, wecken Assoziationen zu einer blutenden Wunde, und scheinen über die welligen dunkelvioletten Websäume des Gebetsmantels in der unteren Bildhälfte dem knorrigen herzförmigen Harfenfuß zuzufließen. Neben den biblischen Assoziationen des Granatapfels steht er traditionell symbolisch für Leben in Fülle, reiche Fruchtbarkeit, aber auch für Blut und Tod.
Die Harfe wird von einem Mann gespielt, dessen Gesicht mit in sich gekehrten Augen hinter den Saiten der Harfe sichtbar wird. Seine Hände sind feingliedrig. Am Ringfinger der rechten Hand trägt der Harfenspieler einen goldenen Ring, der als Sinnbild der treuen Gebundenheit, aber auch im Zusammenhang mit der Lessingschen Ringparabel gesehen werden kann. Das ausgezehrtes Gesicht und die weißen Haare des Mannes deuten ein fortgeschrittenes Alter an. Langer Bart, Schläfenlocken (Lev 19,27 ) sowie sich wellenförmig aufbauschender Gebetsmantel mit blauen eingewebten Streifen und langen Saumfäden lassen den Mann als Juden erkennen. Die geöffneten bleichen Lippen des greisen Harfenspielers deuten begleitenden Gesang an. Der herzförmige Harfenfuß ist vom Künstler an der Brust des Harfenspielers positioniert und erweckt den Eindruck eines offenliegenden Herzens.
Die in sich verflochtene Struktur des Herz-Harfenfußes sitzt am unteren Rand des Bildes auf und kann auch als Wurzelstock des Granatdornes gedeutet werden. Im Kopfbereich des alten Mannes bildet der Harfenbogen ein rot-goldenes Kronengeflecht. Die zyklische Struktur der psalterförmigen Harfe vom Wurzelstock über die Dornentriebe hin zur sich ergießenden Frucht weckt Assoziationen zum Zyklus des Lebens mit seinem Werden und Vergehen.
Der Harfenspieler scheint als der große Erzähler des gewaltigen biblischen Zyklus zu fungieren, aus dem einzelne Szenen durch den Künstler Ernst Alt in symbolbefrachteten Bildern dargestellt sind. Einen wirklichen ersten Anfang und ein endgültiges Ende scheint es, so die deutbare Aussage des Bildes, für den Künstler nicht zu geben. Alles entsteht, entfaltet sich in seiner dornigen Hässlichkeit und ebenmäßigen Schönheit, seiner unfertigen Unausgewogenheit und gereiften Vollkommenheit, seiner rohen Ungeschlachtheit und sanftmütigen Zartheit und stirbt, um in veränderter Gestalt wieder ins Dasein geworfen zu werden. Insgesamt scheint die Bildaussage des Künstlers einem reinkarnatorischen Weltbild näher zu stehen als einem jüdisch-christlichen Linearverständnis der Welt- und Menschengeschichte und dessen inhärenter Erlösungshoffnung. Sinn und Ziel jeglicher Entwicklung scheinen inexistent. Alles ist dornig-blutiger Weg ohne Anfang und Ende. „Es ist aus mit dem, was wir heile Welt nennen“, meinte der Künstler, als er seine Konzeption des Saarlouiser Fensterzyklus im Jahr 1979 erstmals vorstellte.

#### Das Opfer Abrahams – Sich verfangender Widder – Morija
Laut Signatur vollendete Ernst Alt das Fenster im Herbst 1983. Das Bild thematisiert die versuchte Opferung Isaaks in der Erzählung des Alten Testaments (Gen 22,1–19 ). Gott befiehlt darin Abraham in das Land Morija zu ziehen und dort seinen Sohn Isaak zu opfern. An der Opferstätte hält ein Engel jedoch im letzten Moment Abraham davon ab, seinen Sohn zu töten. Daraufhin wird Abraham für seine Gottesfurcht belohnt, da er bereit war, dieses große Opfer zu bringen. Nach Gen 22,13 verfängt sich ein Widder mit seinen Hörnern im Gesträuch und wird von Abraham anstatt seines Sohnes geschlachtet und als Brandopfer dargebracht.
Ganz in der Tradition der christlichen Theologie, die Abrahams Opfer als geheimnisvolle Vorausdeutung (Präfiguration) der als Opfer für die Sünden der Menschheit interpretierten Hinrichtung Jesu deutete, lässt Ernst Alt das Fenster „Das Opfer Abrahams – Morija“ mit den gegenüberliegenden Fenstern „Eingejagtes Einhorn – Inkarnation“ und „Ostersprung des Lammes“ korrespondieren, die beide Inkarnation, Hinrichtung und Auferstehung Jesu Christi thematisieren. Widdermotiv und eucharistische Symbolik des Agnus Dei entsprechen sich hierbei.
Nach dem protestantischen Theologen und Alttestamentler Hermann Gunkel wurde die Erzählung der versuchten Opferung Isaaks durch Abraham so verstanden, dass hier eine historische Zäsur zwischen praktizierter Kinderopferung und Tieropfer zum Zwecke der Gnädigstimmung der Gottheit textlich fassbar wird. Der biblische Text selbst lässt keine prinzipielle kritische Auseinandersetzung mit dem Thema des Menschen- oder Kinderopfers erkennen. Abrahams Bereitschaft, seinen Sohn zu opfern, wird sogar im Text ausdrücklich gutgeheißen (Gen 22,12 ). In der Frage Isaaks nach dem Lamm (V. 7) wird das Tieropfer allerdings als übliche Kultpraxis vorausgesetzt.
In der traditionellen christlichen Religionsvermittlung wurde die alttestamentliche Erzählung in der affirmativen Intention angeführt, um die alles überschreitende Liebe Gottes zu den Menschen zu betonen, der zwar Isaak verschont, seinen eigenen Sohn Jesus allerdings hingibt, um durch das Kreuzesopfer die schuldbeladene Menschheit zu entsühnen und einen neuen gnadenhaften Gottesbund zu stiften. Keine andere Stelle in der Tora präfigurierte nach der Vorstellung christlicher Theologen in solch besonderem Maße das Kreuzesopfer des „geliebten Sohnes“ (Mk 1,11 ), den Gott „nicht verschont“ (Röm 8,32 ), sondern hingegeben hat zum Leben der Welt (Joh 3,16 ), wie die Opferung des „geliebten Sohnes“ Isaak (Gen 22,2). Betont wurde ebenso die Parallele zwischen dem holztragenden Isaak als priesterliche Handlung und dem das Holz des Kreuzes tragenden „Hohenpriesters“ und „neuen Adams“ Jesus Christus, der sich selbst auf dem „Kreuzesaltar“ blutig hingibt. Folgerichtig wurde in der christlichen Ikonographie daher die Opferung des „geliebten einzigen Sohnes“ (Gen 22,2) häufig als Typos des Kreuzesopfers dargestellt.
In der jüdischen Überlieferung wird das Abrahamsopfer mit dem Fest Rosch ha-Schana, dem Neujahrsfest, in Verbindung gebracht. Das Fest gilt als Jahrestag der Weltschöpfung, steht aber auch für den Jahrestag der Geburt Adams. In Erinnerung an die Hörner des Widders aus der Opferungserzählung, die sich im Gesträuch verfangen haben, ist das Fest auch der Tag des Schofar-Blasens. In Erinnerung der Reinheit des Abrahamsopfers, symbolisiert durch das weiße Fell des Widders, ist die liturgische Farbe dieses Tages im Judentum ebenfalls weiß.
Ernst Alt zeigt in stürmisch bewegter Linienführung einen Widder, dessen Gehörn sich in dornigem Geäst verfangen hat. Am geöffneten Auge des Tieres erkennt der Betrachter, dass der Widder bei lebendigem Leibe verbrannt wird. Die zuckenden Flammenzungen und das lockige Fell des Opfertieres gehen ineinander über. Die Gestaltung des Dornbusches lässt Assoziationen zum Brennenden Dornbusch (Ex 3,1–15 ) im benachbarten Exodus-Fenster aufkommen. Im linken oberen Bildbereich scheinen die peitschenden Flammen des Opferbrandes mit der dort dargestellten glühenden Sonnenscheibe zu verschmelzen. Durch die Sonnensymbolik könnte sich Ernst Alt in Anlehnung an die Tradition des jüdischen Festes Rosch ha-Schana auf den ersten Schöpfungstag beziehen, der in der Erzählung der Bibel mit der Entstehung des Lichtes in Verbindung gebracht wird (Gen 1,1–4 ). Darüber hinaus entspricht das Sonnenmotiv im Bild „Das Opfer Abrahams – Sich verfangender Widder – Morija“ dem Mondmotiv im gegenüberliegenden Bild „Eingejagtes Einhorn – Inkarnation“. Ebenso entsprechen die geöffneten Tieraugen im Widderbild mit seiner solaren Motivik den geschlossenen Tieraugen im Einhornbild mit seiner lunaren Motivik. Hinsichtlich der Farbgebung verwendet Ernst Alt beim Widderbild hauptsächlich Farbtöne des warmen Spektrums, während er im Einhornbild hauptsächlich Farbtöne des kalten Spektrums verwendet.

#### Brennender Dornbusch – Exodus
Ernst Alt vollendete das Fenster im Jahr 1994. Der Künstler thematisiert hier die Erscheinung und Offenbarung Gottes im Brennenden Dornbusch (הַסְּנֶה בֹּעֵר ha-səneh boʕēr Ex 3,1–15 ) am Berg Horeb:
„Mose weidete die Schafe und Ziegen seines Schwiegervaters Jitro, des Priesters von Midian. Eines Tages trieb er das Vieh über die Steppe hinaus und kam zum Gottesberg Horeb. Dort erschien ihm der Engel des Herrn in einer Flamme, die aus einem Dornbusch emporschlug. Er schaute hin: Da brannte der Dornbusch und verbrannte doch nicht. Mose sagte: Ich will dorthin gehen und mir die außergewöhnliche Erscheinung ansehen. Warum verbrennt denn der Dornbusch nicht? Als der Herr sah, dass Mose näher kam, um sich das anzusehen, rief Gott ihm aus dem Dornbusch zu: Mose, Mose! Er antwortete: Hier bin ich. Der Herr sagte: Komm nicht näher heran! Leg deine Schuhe ab; denn der Ort, wo du stehst, ist heiliger Boden. Dann fuhr er fort: Ich bin der Gott deines Vaters, der Gott Abrahams, der Gott Isaaks und der Gott Jakobs. Da verhüllte Mose sein Gesicht; denn er fürchtete sich, Gott anzuschauen. Der Herr sprach: Ich habe das Elend meines Volkes in Ägypten gesehen und ihre laute Klage über ihre Antreiber habe ich gehört. Ich kenne ihr Leid. Ich bin herabgestiegen, um sie der Hand der Ägypter zu entreißen und aus jenem Land hinaufzuführen in ein schönes, weites Land, in ein Land, in dem Milch und Honig fließen, in das Gebiet der Kanaaniter, Hethiter, Amoriter, Perisiter, Hiwiter und Jebusiter. Jetzt ist die laute Klage der Israeliten zu mir gedrungen und ich habe auch gesehen, wie die Ägypter sie unterdrücken. Und jetzt geh! Ich sende dich zum Pharao. Führe mein Volk, die Israeliten, aus Ägypten heraus! Mose antwortete Gott: Wer bin ich, dass ich zum Pharao gehen und die Israeliten aus Ägypten herausführen könnte? Gott aber sagte: Ich bin mit dir; ich habe dich gesandt und als Zeichen dafür soll dir dienen: Wenn du das Volk aus Ägypten herausgeführt hast, werdet ihr Gott an diesem Berg verehren. Da sagte Mose zu Gott: Gut, ich werde also zu den Israeliten kommen und ihnen sagen: Der Gott eurer Väter hat mich zu euch gesandt. Da werden sie mich fragen: Wie heißt er? Was soll ich ihnen darauf sagen? Da antwortete Gott dem Mose: Ich bin der «Ich-bin-da». Und er fuhr fort: So sollst du zu den Israeliten sagen: Der «Ich-bin-da» hat mich zu euch gesandt. Weiter sprach Gott zu Mose: So sag zu den Israeliten: Jahwe, der Gott eurer Väter, der Gott Abrahams, der Gott Isaaks und der Gott Jakobs, hat mich zu euch gesandt. Das ist mein Name für immer und so wird man mich nennen in allen Generationen.“
Vor einem dunkelblauen Hintergrund entfaltet sich im Fenster „Brennender Dornbusch – Exodus“ ein nahezu bildfüllender Flammenwirbel in Rot- und Gelbtönen. Die zungenartigen Flammen und Glutfunken erinnern ikonographisch an die Feuerzungen des neutestamentlichen Pfingstwunders (Apg 2,1-3 ). Die kranzartige Form der Feuerrotation lässt den Betrachter das im Bildzyklus immer wieder auftauchende Motiv der Dornenkrone Jesu erkennen. Im Zentrum des Wirbels wird ein Auge mit blauer Iris sichtbar, die von der weißen Lederhaut umgeben ist. Die Darstellung weckt Assoziationen zum Auge der Vorsehung, ein Symbol, welches gewöhnlich als das alle Geheimnisse durchdringende allsehende Auge Gottes interpretiert wird und den Menschen an die ewige Wachsamkeit Gottes erinnern soll.
Die Iris erweckt den Eindruck eines runden Tunnels, da ihre konzentrischen Kreise zum Irismittelpunkt hin immer dunkler gestaltet sind. Die linke sichtbare Hälfte der weißen Lederhaut ist von Ernst Alt als Füllhorn gestaltet, aus dem ein weißer Tropfen fließt. Der Tropfen kann sowohl als Mitleidsträne Gottes hinsichtlich des Leides der Israeliten in Ägypten gedeutet werden oder er steht im Zusammenhang mit dem Füllhorn-Motiv für die Wohlstandsverheißung im Gelobten Land. Der rechte sichtbare Teil der weißen Lederhaut nimmt die Form einer weißen Feder an. Sie könnte ein Hinweis sein auf die Engelserscheinung im brennenden Dornbusch (Ex 3,2 ).
Im rechten oberen Bildbereich wird in hellblauen hebräischen Lettern die Selbstoffenbarung Gottes als JHWH (hebräisch יהוה) sichtbar. Am entgegengesetzten Ende der gedachten Bilddiagonalen erkennt man die gelösten Sandalen des Mose, die den Ort der Gottesoffenbarung als heiligen Ort ausweisen. Die Riemen der linken, hochkant aufgestellten Sandale sind gespannt und scheinen im Dornbusch festgebunden zu sein, während die Riemen der rechten, liegenden Sandale gelöst am Boden liegen.
Als Bezug auf die Gefangenschaft der Israeliten in Ägypten hat Ernst Alt im rechten unteren Bildbereich einen dunkelblauen Skarabäus positioniert, der mit seinen geweihartigen Vorderläufen die Wirbelformation im Zentrum zu erfassen versucht. In der ägyptischen Mythologie hat der Skarabäus einen stark solaren, glückbringenden Aspekt. Er wurde mit dem Sonnenlauf identifiziert, wobei die von ihm gerollte Dungkugel zur Sonne wird, die er formt, transportiert und vergräbt, was mit dem Sonnenuntergang gleichgesetzt wird. Der Skarabäus wird in eine mythologische Nähe zum Sonnengottes Re gerückt.
Links neben dem dunklen Skarabäus sprosst eine stabartige, eng beblätterte grüne Pflanze in Richtung des oberen linken Bildbereiches und durchstößt so den Flammenwirbel des brennenden Dornbusches. In der Höhe des göttlichen Auges nimmt der Pflanzenspross die Gestalt einer Schlange an. Das Motiv bezieht sich auf die biblische Erzählung, in der Mose Gott um ein Legitimationswunder seines göttlichen Auftrages gegenüber den Israeliten bittet (Ex 4,1–5, 17 ):
„Mose antwortete: Was aber, wenn sie mir nicht glauben und nicht auf mich hören, sondern sagen: Jahwe ist dir nicht erschienen? Der Herr entgegnete ihm: Was hast du da in der Hand? Er antwortete: Einen Stab. Da sagte der Herr: Wirf ihn auf die Erde! Mose warf ihn auf die Erde. Da wurde der Stab zu einer Schlange und Mose wich vor ihr zurück. Der Herr aber sprach zu Mose: Streck deine Hand aus und fasse sie am Schwanz! Er streckte seine Hand aus und packte sie. Da wurde sie in seiner Hand wieder zu einem Stab. So sollen sie dir glauben, dass dir Jahwe erschienen ist, der Gott ihrer Väter, der Gott Abrahams, der Gott Isaaks und der Gott Jakobs. (…) Diesen Stab nimm in deine Hand! Mit ihm wirst du die Zeichen vollbringen.“
Das Fenster „Brennender Dornbusch – Exodus“ korrespondiert gestalterisch mit dem gegenüberliegenden Fenster „Durchbohrtes Herz“, wobei sich der Brennende Dornbusch und das dornenumrankte Herz, der Schlangenstab und die Lanze, der Skarabäus und die Raupe, der Gottesname und die INRI-Inschrift sowie die Sandalen und die Kreuzesnägel jeweils entsprechen.

#### Heimwehvesper – Exil
Ernst Alt schuf das Fenster im Jahr 2004. Der Künstler thematisiert hier die Babylonische Gefangenschaft der Juden, die im Jahr 597 v. Chr. mit der Eroberung Jerusalems und des Königreiches Juda durch den babylonischen König Nebukadnezar II. begann und bis zur Eroberung Babylons im Jahr 539 v. Chr. durch den Perserkönig Kyros II. andauerte.
Die Erfahrungen dieses Exils haben ihre eindrücklichste lyrische Verdichtung in Psalm 137 gefunden, wo es in sehnsuchtsvollen und zugleich hasserfüllten Worten heißt:
„An den Strömen von Babel, da saßen wir und weinten, wenn wir an Zion dachten. Wir hängten unsere Harfen an die Weiden in jenem Land. Dort verlangten von uns die Zwingherren Lieder, unsere Peiniger forderten Jubel: «Singt uns Lieder vom Zion!» Wie könnten wir singen die Lieder des Herrn, fern, auf fremder Erde? Wenn ich dich je vergesse, Jerusalem, dann soll mir die rechte Hand verdorren. Die Zunge soll mir am Gaumen kleben, wenn ich an dich nicht mehr denke, wenn ich Jerusalem nicht zu meiner höchsten Freude erhebe. Herr, vergiss den Söhnen Edoms nicht den Tag von Jerusalem; sie sagten: «Reißt nieder, bis auf den Grund reißt es nieder!» Tochter Babel, du Zerstörerin! Wohl dem, der dir heimzahlt, was du uns getan hast! Wohl dem, der deine Kinder packt und sie am Felsen zerschmettert!“
Die Vertriebenen wünschen sich sehnlichst, wieder in ihre Heimat zurückkehren und ihren Gott auf dem Tempelberg in Jerusalem anbeten zu können. Sie wollen die zerstörte Stadt und den Tempel Salomos wieder aufbauen, der von Nebukadnezar II., dem König von Babylon, zerstört worden war. Diese Vertreibung war dem jüdischen Volk von vielen Propheten für seine Untreue zu Gott vorausgesagt worden. Der Psalmdichter von Psalm 137 ist allerdings nicht zu Selbstkritik am gottvergessenen Verhalten seines eigenen Volkes fähig, sondern projiziert seine Niedergeschlagenheit als brutalen Hass auf die Peiniger.
Vor einem vertikal strukturierten bläulichen Hintergrund, der als Tränenstrom oder die im Psalm besungenen Wasser von Babel gedeutet werden kann, erhebt sich, anders als im Psalm kein Weidenbaum, sondern ein dunkler, blattloser Dornenstrauch als Zeichen der Hoffnungslosigkeit. In seinen Zweigen ist eine rote Harfe aufgehängt, deren Saiten gerissen sind. Die Harfe wird in der biblischen Überlieferung besonders mit König David, dem legendären Psalmendichter, in Verbindung gebracht. Die monarchische Eigenstaatlichkeit der Juden ist jedoch, ausgedrückt durch die zerstörten Harfensaiten, verloren. Darüber hinaus erinnern die vertikal herabhängenden Saiten an die Stäbe eines Gefängnisses und stellen so zusätzlich den Bezug zur Gefangenschaft der Exilssituation her. Der Harfenkopf hat die Gestalt von roten Blutstropfen angenommen, die scheinbar kurz davor stehen, sich über den siebenarmigen Leuchter zu ergießen.
Zusätzlich hängt über der Harfe im Dornengestrüpp ein Widderschädel mit abgebrochenem Horn. Der Opferkult des Jerusalemer Tempels ist unterbrochen. Ebenso ist der Schädel als Symbol des Todes zu deuten. Innerhalb des Fensterzyklus bezieht sich der Widderschädel auf das Bild „Das Opfer Abrahams – Sich verfangender Widder – Morija“.
Im linken unteren Bildbereich glänzt vor dem dunklen Hintergrund eine goldene Menora, der siebenarmige Leuchter und eines der wichtigsten religiösen Symbole des Judentums. Die Lichter auf den Leuchterarmen aus Goldkugeln sind verloschen und ihr Rauch steigt in welligen Linien diagonal in Richtung des rechten oberen Bildbereiches durch die zersprungenen Saiten der Harfe. Nach biblischer Tradition erhielt Mose auf dem Berg Sinai, als er auch die Tafeln mit den zehn Geboten bekam, den Auftrag, das Stiftszelt als provisorisches Heiligtum zu errichten. Zu den Kultgegenständen dieses Stiftszeltes gehörte ein siebenarmiger Leuchter (Ex 25,31–40 ; Ex 37,17–24 ). Die Menora, deren sieben Leuchten vermutlich für die sieben damals beobachtbaren großen Himmelskörper und die mit ihnen verbundenen Wochentage standen, entstand allerdings vermutlich erst nach dem babylonischen Exil und wurde danach Teil des Tempelkultes.
Opferkult, Tempelliturgie und kultischer Gesang sind im Bildfenster Ernst Alts ausgelöscht und scheinen in einem Strom der Tränen unterzugehen. Insgesamt korrespondiert das Bild „Heimwehvesper – Exil“ mit dem gegenüberliegenden Fenster „Trauermette – Exitus“: Der Widderschädel entspricht dem Fischgerippe, die zerstörte rote Harfe der zerfetzten roten Stola, die ausgelöschte Menora den umgestoßenen christlichen Kultgefäßen. Während Ernst Alt durch den Titel „Vesper“ noch andeutet, dass es – religiös gesehen – abend geworden ist, bedeutet der Titel des korrespondierenden Fensters „Mette“, dass die Nacht an ihrem Höhe-, aber auch Wendepunkt angekommen ist.

#### Abrahams Samen – Menetekel
Ernst Alt vollendete das Fenster im Jahr 2005. Der Künstler bezieht sich hierbei auf die Verheißung Gottes an Abraham (Gen 22, 15–18) nach der von Gott selbst abgebrochenen Opferung Isaaks. Aufgrund der Bereitschaft Abrahams, seinen Sohn in göttlichem Auftrag hinzuschlachten, wird dieser für seine Gottesfurcht belohnt:
„Der Engel des Herrn rief Abraham zum zweiten Mal vom Himmel her zu und sprach: Ich habe bei mir geschworen – Spruch des Herrn: Weil du das getan hast und deinen einzigen Sohn mir nicht vorenthalten hast, will ich dir Segen schenken in Fülle und deine Nachkommen zahlreich machen wie die Sterne am Himmel und den Sand am Meeresstrand. Deine Nachkommen sollen das Tor ihrer Feinde einnehmen. Segnen sollen sich mit deinen Nachkommen alle Völker der Erde, weil du auf meine Stimme gehört hast.“
Die zweite biblische Bezugsstelle des Glasgemäldes ist die Menetekel-Erzählung aus dem Buch Daniel, die während der Babylonischen Gefangenschaft spielt. Hier wird in Kapitel 5, Verse 1–30, geschildert, wie der babylonische Herrscher Belšazar von Gott bestraft wird, da er in seiner Trunkenheit Kultgefäße des Jerusalemer Tempels für Trinkgelage missbrauchte und dabei seine heidnischen Götter preisen ließ. Daraufhin erscheint eine geisterhafte Hand ohne menschlichen Körper und schreibt mit ihren Fingern zum Schrecken Belšazars fremdartige Worte an die Wand. Der Prophet Daniel liest daraufhin die Worte „Mene mene tekel u-parsin“ (מנא,מנא, תקל, ופרסין). Seiner Aussage nach bedeuten sie: „Mene: Gezählt, das heißt, Gott hat gezählt die Tage Deiner Königsherrschaft und sie beendet. Tekel: Gewogen, das heißt, Du wurdest auf der Waage gewogen und für zu leicht befunden. Peres (U-parsin): Zerteilt wird Dein Königreich und den Persern und Medern übergeben“. Noch in derselben Nacht wird Belšazar ermordet.
Die Symbole der drei sich auf Abraham berufenden Weltreligionen Judentum (Davidstern), Christentum (Kreuz) und Islam (Halbmond) sind im oberen Bildteil ineinander verhakt. Das Kreuz ist in seinem Stamm gebrochen. An der Bruchstelle erscheint eine Brandfackel, deren unmittelbare Flammen die Formen einer Menetekel-Hand angenommen haben. Die Fackel hat sich ins Innere des Davidsternes geschoben und einen gewaltig lodernden Brand entfacht. Der Fackelstock hat die Form eines roten Hakenkreuzes angenommen, in dessen Zentrum wiederum ein schwarzes Hakenkreuz sichtbar wird. Verwoben mit Kreuz und Hakenkreuz zeigt Ernst Alt ein goldenes Bischofskreuz mit fünf roten Schmucksteinen und ein Eisernes Kreuz.
Im rechten oberen Bildbereich wird vor unheilvoll anmutendem bläulichem, wellig strukturiertem Hintergrund ein dunkelvioletter Dornenstrauch sichtbar, der mit dem Dornenstrauch der Isaaksopferung in Verbindung gesehen werden kann. In seinen stacheligen Zweigen hat sich das Ende eines Stacheldrahtes verhakt, der sich im unteren Bildteil zu einer Stacheldrahtrolle aufspiralisiert. Eine archaische Opfertheologie gebiert immer neue Opfer und perpetuiert Gewaltexzesse. Die Stacheldrahtrolle korrespondiert im gegenüber liegenden Fenster „Osterlachen – Amen“ mit der gebundenen grünen Schlange.
Darunter sieht man ein Paar Schuhe, eine Brille und vier ausgebrochene künstliche Zahnkronen aus Gold. In einem Quellstrom glänzen ganz links unten drei Goldringe, umgeben von zarten grünen Blättern. Die einzelnen Motive können vom Betrachter als Hinweise auf die sogenannten Konzentrationslager der Zeit des Nationalsozialismus gedeutet werden. Goldringe, Schuhe, Brille und Zahnkronen stünden dabei als Hinterlassenschaften von ermordeten KZ-Häftlingen.
Ernst Alt versteht im absoluten Wahrheitsanspruch der drei monotheistischen Weltreligionen offensichtlich eine unheilvolle Konstellation der Gewalt. Deutlich darauf bezogen sind die drei Ringe der sogenannten Ringparabel aus dem Theaterstück Nathan der Weise von Gotthold Ephraim Lessing im linken unteren Bildbereich. Das Gleichnis in Lessings Bühnenstück erzählt von einem Mann, der einen Ring besitzt, der die Eigenschaft hat, seinen Träger „vor Gott und den Menschen angenehm“ zu machen, wenn der Besitzer ihn „in dieser Zuversicht“ trägt. Dieser Ring wurde über viele Generationen vom Vater an jenen Sohn vererbt, den er am meisten liebte. Doch eines Tages tritt der Fall ein, dass ein Vater drei Söhne hat und keinen von ihnen bevorzugen will. Deshalb lässt er sich von einem Künstler exakte Ring-Duplikate fertigen, vererbt jedem seiner Söhne einen der Ringe und versichert jedem, sein Ring sei der echte.
Nach dem Tode des Vaters ziehen die Söhne vor Gericht, um klären zu lassen, welcher von den drei Ringen der echte sei. Der Richter aber ist außerstande, dies zu ermitteln. So erinnert er die drei Männer daran, dass der echte Ring die Eigenschaft habe, den Träger bei allen anderen Menschen beliebt zu machen. Wenn aber dieser Effekt bei keinem der drei Söhne eingetreten sei, dann sei der echte Ring verloren gegangen sei. Der Richter gibt den Söhnen den Rat, jeder von ihnen solle daran glauben, dass sein Ring der echte sei. Ihr Vater habe alle drei gleich gern gehabt und es deshalb nicht ertragen können, einen von ihnen zu begünstigen und die beiden anderen zu kränken. Wenn einer der Ringe der echte sei, dann werde sich dies in der Zukunft an der ihm nachgesagten Wirkung zeigen. Jeder Ringträger solle sich also bemühen, diese Wirkung für sich herbeizuführen. Die Parabel von den drei Ringen gilt als ein Schlüsseltext der Aufklärung und als pointierte Formulierung der religiösen Toleranzidee. In Ensts Alts Bildgestaltung sind die drei Ringe durch religiöse und politische Gewaltexzesse im wahrsten Sinne des Wortes „ins Wasser gefallen“. Die Ideen der Humanität und der religiösen Toleranz sind durch religiösen Fanatismus pervertiert.
Das Kreuz Jesu Christi ist an die goldene Kette einer machtorientierter Amtskirche gelegt worden. Das goldene Pektorale hat den hölzernen Kreuzestamm zum Brechen gebracht. Die goldenen Kettenglieder des Pektorales bilden herabhängend eine Siegrune und verbinden sich mit der Stacheldrahtrolle, der schier endlosen Spirale der Gewalt. Ernst Alt könnte damit auch auf das weitgehende Schweigen der Kirche zum Genozid an den Juden hindeuten. Das pervertierte, die Ethik Jesu verleugnende Christentum, versinnbildlicht durch die Deformation seines Symbols, geht, initiiert von einer machtorientierten Amtskirche eine unheilige Allianz mit pseudoreligiöser Militärmacht und Staatsgewalt ein und bringt so den Nationalsozialismus als antihumanistische Ideologie hervor, die alles in Brand setzt. Über die drei monotheistischen Religionen ist, so die Gestaltung Ernst Alts, das göttliche Menetekel gesprochen worden. Durch die gotteslästerliche und frevlerische „Schneise der Gewalt“, die sie in der Menschheitsgeschichte geschlagen haben, sind sie hinsichtlich ihres unseligen Wahrheitsanspruches als lügnerisch entlarvt und haben sich so überlebt.

### Fensterzyklus des Neuen Testamentes
Der Fensterzyklus des Neuen Testamentes und der Geschichte der Kirche enthält bisher vier Bildfenster.

#### Eingejagtes Einhorn – Inkarnation

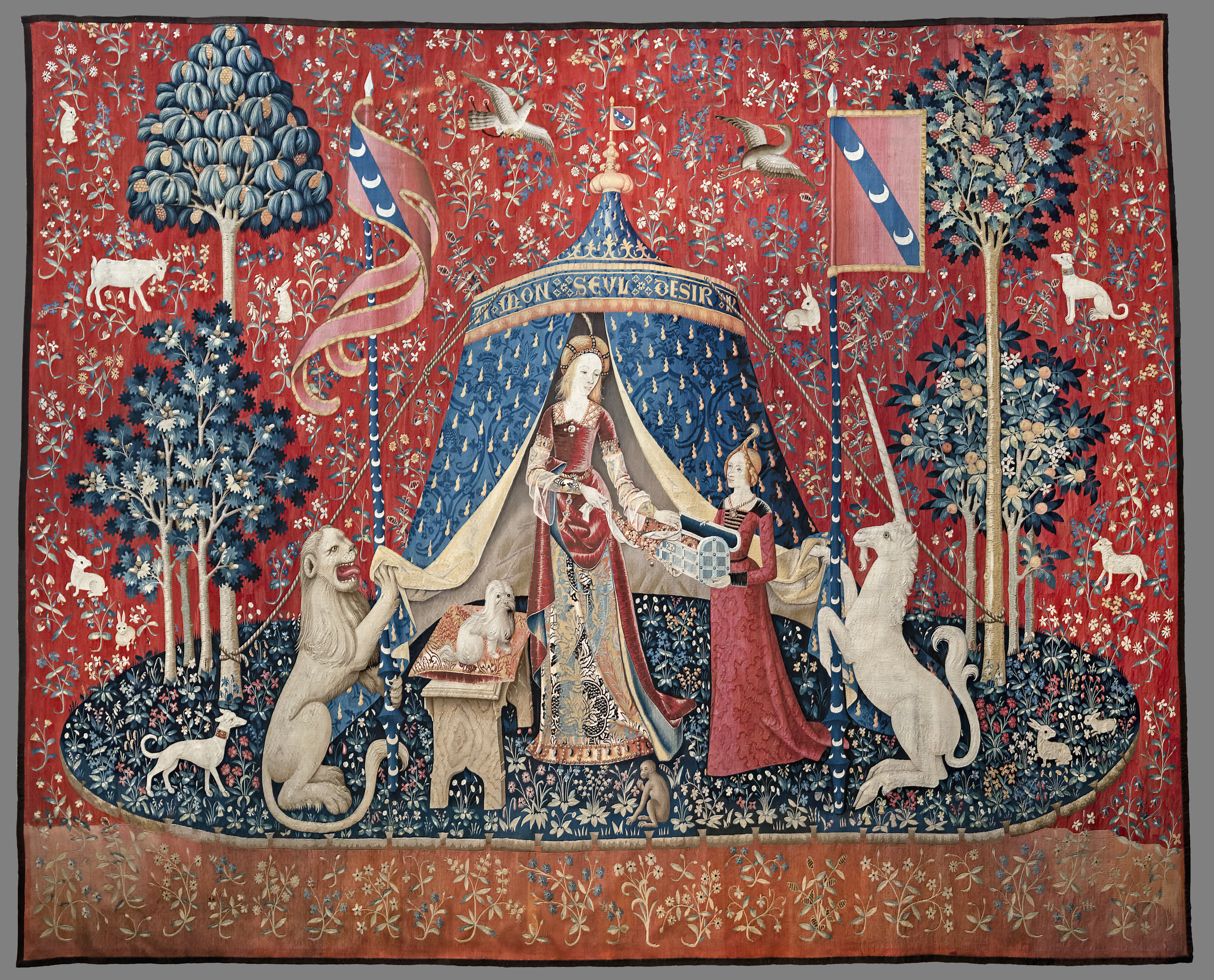
Einhornbildteppich im Musée national du Moyen Âge, Paris

Das Bildfenster mit dem gefangenen Einhorn als Zentralmotiv wurde von Ernst Alt im Jahr 1983 gestaltet. Es korrespondiert mit dem gegenüberliegenden Fenstermotiv „Opfer Abrahams – Morija“. In der traditionellen christlichen Ikonographie sind die alttestamentliche Opferszene und die als Opfertod für die Sünden der Menschheit theologisch gedeutete Kreuzigung Jesu oft in Analogie zueinander gesetzt. Ernst Alt thematisiert im Einhornbild mit hochaufgeladener Symbolik die Menschwerdung, aber auch den brutalen Hinrichtungstod Jesu Christi. Die christlichen Motiviken der Festkreise des Weihnachtsfestes und des Osterfestes werden durch den Künstler eng miteinander verknüpft.
Das Einhorn ist in der Mythologie ein Fabelwesen in einer Mischung aus Pferde- oder Ziegengestalt mit einem geraden Horn auf der Mitte der Stirn. Es hat den Körper eines Pferdes, aber die Paarhufen und der Kopf mit Bärtchen entsprechen einer Ziege. Bekannt wurde diese Vorstellung im Mittelalter besonders durch den Physiologus. Das Einhorn gilt als das edelste aller Fabeltiere und steht traditionell als Symbol für das Gute. Als bekannteste Darstellung eines Einhorns gilt der sechsteilige Wandteppichzyklus im Musée national du Moyen Âge in Paris. Diese Bildwirkereien entstanden im 15. Jahrhundert in den Südniederlanden. Der sechste Teppich ist mit der Inschrift Mon seul désir (Mein einziges Verlangen) zwischen den Initialen A und V versehen.
Mittelalterlichen Naturkundebüchern zufolge kann das Einhorn nur durch eine Jungfrau besänftigt werden, so dass die Jäger es durch eine Jungfrau in die Falle lockten. Symbolisch steht das Einhorn für Christus, Maria ist diejenige, in deren Schoß das Einhorn sich ausruht, was für die Inkarnation Gottes in der Jungfrau Maria steht. Die Jagd steht für die Opferung Christi am Kreuz.
Erst Alt stellt das Einhorn, gefangen in einem Nest oder einem Kranz aus roten und grünen Dornentrieben, dar. Die rot-grüne Farbgebung des Kranzes weckt Assoziationen an klassisch-weihnachtliche Festdekoration. Das Einhorn scheint zu schlafen und hat dabei eine embryogleiche Körperhaltung eingenommen, was auf die Geburt Jesu in Bethlehem Bezug nimmt. Seine Läufe sind durch den giftgrünen Körper einer Schlange, die infolge der Paradieserzählung (Gen 3,1-24 ) im christlichen Bereich traditionell symbolisch als das Böse schlechthin gilt, verknotet. Die Schlange hat ihr Maul aufgerissen, bleckt ihre Giftzähne und scheint dunkles Gift auszustoßen. An der Stelle der Verknotung erblüht eine rote Rose, die traditionell als marianisches Symbol oder Hinweis auf den Opfertod Jesu (die fünf Blütenblätter entsprechen den fünf Kreuzeswunden Jesu) oder allgemein als Sinnbild der Liebe gedeutet wird. Der weihnachtliche Bezug stellt sich durch das Weihnachtslied Es ist ein Ros entsprungen her, dessen Text sich wiederum auf die Bibelstelle Jes 11,1a  bezieht: „Und es wird ein Reis hervorgehen aus dem Stamm Isais und ein Zweig aus seiner Wurzel Frucht bringen.“
Weitere blaue Blüten, Glockenblumen und kleine Lilien, hat Ernst Alt um den rechten Hinterlauf des Einhorns positioniert. Die Spitze des gewendelten Hornes des Einhornes taucht im rechten unteren Bildbereich in ein türkisblaues Farbfeld. Vermutlich bezieht sich hier der Künstler auf die Überlieferung, dass das Horn in der Lage sei, Gift, hier das der das Einhorn fesselnden Schlange, zu neutralisieren. Der dunkelblaue, wellenförmig strukturierte Bildhintergrund kann in Verbindung mit Offb 12,15  als verderblicher Wasserstrom der apokalyptischen Teufelsschlange verstanden werden.
Nicht nur die Windungen der Schlange haben das Einhorn gefesselt, sondern auch ein Strick, der ihm um den Hals geht, hat das Tier mit einer bleichen Mondsichel im oberen rechten Bildbereich verbunden. Die Mondsichel taucht als heraldisches Symbol ebenfalls mehrfach in dem Einhornbildteppichzyklus „Die Jungfrau mit dem Einhorn“ auf. Die lunare Symbolik steht traditionell in Verbindung mit dem Weiblichen; im Christentum ist sie infolge des apokalyptischen Bilds aus der Offenbarung des Johannes in Verbindung mit der Jungfrau und Gottesmutter Maria (siehe Offb 12,1–18 ) zu sehen.
In die Seite des Einhornes hat sich ein zerbrochener Stab gebohrt, an dessen Spitze eine flatternde Stoffbanderole geknotet ist, deren zerfasertes Ende mit groben Garnstichen angestückt ist. Die Banderole trägt die Inschrift „A MON SEUL DÉSIR“ (dt.: „Zu meinem einzigen Begehren“). Theologisch kann der kryptische Spruch eventuell in Verbindung mit der Einwilligung Marias bei der Verheißung der Geburt Jesu durch den Erzengel Gabriel (Lk 1,38 ) gesehen werden. Auch die Einwilligung Jesu in seinen Kreuzestod in der Ölbergszene könnte gemeint sein (Mt 26,39 , Mk 14,36 , Lk 22,42 , siehe auch ähnlich Joh 12,27–28 ).
In Fortsetzung der Stoßrichtung des dunklen Stabes sieht der Betrachter das weiße Horn des Einhornes. Der Wechsel von dunkler zu heller Farbgebung kann als Wende des Bösen hin zum Guten gedeutet werden.

#### Durchbohrtes Herz
Ernst Alt gestaltete das Fenster im Jahr 1992. Im unteren rechten Bereich ist die Inschrift „IN FESTO DIVI BERNARDI XX.VIII.MCMXCII E.A. PERFECIT“ (Vollendet am Gedenktag des vergöttlichten Bernhard, dem 20. August 1992, durch Ernst Alt.) Die Bezugnahme auf den heiligen Bernhard von Clairvaux steht in Verbindung zum Tod des Lebensgefährten von Ernst Alt, Bernhard Lieblang. Darüber hinaus wird auch die große Bedeutung Bernhards von Clairvaux für die Kreuzzugsbewegung angedeutet, an der später der Titelheilige der Saarlouiser Kirche, König Ludwig IX. von Frankreich, im 13. Jahrhundert teilnehmen sollte. Mit seinen flammenden Predigten hatte Bernhard im 12. Jahrhundert in ganz Europa einen Sturm der Begeisterung für die Kreuzzüge entfacht. Bernhard verstand das ritterliche Ideal der Kreuzzüge, das Sterben für den Herrn, als hohes christliches Verdienst.
Vor dunkelviolettem Hintergrund erscheint, umgeben von einer aureolengleichen, glutroten Dornenkrone ein von einer Lanze durchstochenes, ebenfalls intensiv rotes Herz. An der Eintrittsstelle der Lanze in den Herzmuskel tritt Blut aus. Das Lanzenblatt ist ebenfalls blutverfärbt. Zusätzlich zur Dornenkrone ist das durchstoßene Herz von einer roten Stoffschlinge umgürtet, deren Enden sich im Umfeld des Lanzenblattes auffasern. Während im oberen linken Bildbereich in rubinroten gotischen Minuskeln die Kreuzesinschrift INRI als Initialen des lateinischen Iesus Nazarenus Rex Iudaeorum („Jesus von Nazaret, König der Juden“) zu lesen ist, finden sich im unteren rechten Bildbereich unmittelbar neben der Widmungsinschrift die drei Kreuzigungsnägel Jesu.
Die giftgrüne Raupe, die im unteren linken Bildbereich aus einem grünenden Dornenzweig kriecht, steht im Zusammenhang mit der Darstellung eines Raupenkokons im Fenster „Trauermette – Exitus“ und der eines geschlüpften Schmetterlings im Fenster „Osterlachen – Amen“. Die Metamorphose des Insekts kann als Symbol der christlichen Auferstehungshoffnung gedeutet werden.
Die Motivik des Fensters bezieht sich auf die Hinrichtung Jesu am Kreuz und die Durchstoßung seines Herzes durch den Lanzenstich eines römischen Soldaten. In diesem Zusammenhang kann das Herz mit umgebender Dornenkrone auch ikonographisch als Heiligstes Herz Jesu, dem Symbol der sich für die sündige Menschheit hingebenden Liebe Jesu, gedeutet werden. Auch bei Bernhard von Clairvaux findet sich eine ausgeprägte Herz-Jesu-Verehrung. Das Motiv des verwundeten Herzens taucht auch in der Gralserzählung auf, auf die sich Ernst Alt in seiner ersten Vorstellungsrede des Fensterzyklus bezogen hatte, wenn er die architektonische Gestaltung des Böhmschen Betonbaues mit dem Inneren des Gralsberges vergleicht. Die Lanze, die Jesu Herz auf Golgota durchstoßen hatte, setzte man seit dem Mittelalter in eins mit der sogenannten Heiligen Lanze.
Diese Lanze ist das älteste Stück der Reichskleinodien der Könige und Kaiser des Heiligen Römischen Reiches. Sie enthält angeblich ein Stück eines Nagels vom Kreuz Christi (Heiliger Nagel). Ein Herrscher, der diese Lanze besaß, galt im Glauben der damaligen Zeit als unbesiegbar. Sie war das sichtbare Zeichen dafür, dass seine Macht von Gott ausging und er der Stellvertreter Christi war.
König Ludwig IX. von Frankreich (1214–1270), der zwei Kreuzzüge anführte, brachte neben der Dornenkrone auch die Spitze einer Lanze nach Paris, die dem römischen Hauptmann Longinus gehört haben soll, der Jesu Seite durchstoßen habe. Das vordere Ende der Lanzenspitze aus der Sainte-Chapelle ging während der Französischen Revolution verloren.
Ernst Alts Fenster kann insgesamt auch als Kritik an religiös motivierter Gewalt besonders im Zusammenhang mit den Kreuzzügen, die die Idee der christlichen Nächstenliebe in perfider Art und Weise pervertierten, gedeutet werden.

#### Trauermette – Exitus
Ernst Alt vollendete das Kirchenfenster zusammen mit dem Fenster „Heimwehvesper – Exil“ im Jahr 2004. Beide Fenster korrespondieren hinsichtlich ihrer Motive-Konstellationen, hier christliche, dort jüdische Kultsymbole, miteinander. Die Matutin am Triduum Sacrum, die frühmorgens am den Kartagen Gründonnerstag, Karfreitag und Karsamstag gehalten wird, wird üblicherweise als Karmette oder Trauermette bezeichnet. So ist allein schon vom Titel des Bildes her ein Bezug zur Passion und zum Tod Jesu hergestellt.
Vor einer zerfurchten Wellenstruktur in bläulichen Farbtönen hat Alt traditionelle Motive der christlichen Ikonographie positioniert. Ein großes Fischgerippe bezieht sich auf das übliche frühchristliche Fisch-Motiv. Das Fisch-Symbol und die Folge ΙΧΘΥΣ (ICHTHYS) als Akrostichon mit der Bedeutung des Wortes für Fisch im Griechischen ἰχθύς (ichthýs) enthält ein kurzgefasstes Glaubensbekenntnis (Ἰησοῦς Χριστὸς Θεοῦ Υἱὸς Σωτήρ):
- ἸΗΣΟ˜ΥΣ – Iēsoũs (Jesus)
- ΧΡΙΣΤῸΣ – Christòs „Christus“ (der Gesalbte)
- ΘΕΟ˜Υ – Theoũ (Gottes)
- ΥἹῸΣ – Hyiòs (Sohn)
- ΣΩΤΉΡ – Sōtér (Erlöser)

Im Gemälde Ernst Alts bleibt vom Fisch nur noch ein totes Gerippe zurück, das sich mit den ankergleichen Knochen der Schwanzflosse in violetten Dornen verfangen hat. Das Fischgerippe weist insgesamt eine Kreuzesstruktur auf. Das Symbol des frühen Christentums scheint in den Zweigen eines Dornenstrauches gekreuzigt worden zu sein. Aus dem violetten Dornengestrüpp wächst ein roter Dornenzweig hervor, indem ein Schmetterlingskokon festgemacht wurde. Er steht in Verbindung zum geschlüpften Schmetterling im benachbarten Fenster „Osterlachen – Amen“.
Darüber hinaus hat sich im roten Dornenzweig eine an den Enden zerfetzte und scheinbar schmutzig gewordene Priesterstola verfangen. An beiden Enden erkennt man, überkreuz angeordnet, die Buchstabenfolge ΙΧΘΥΣ.
Mit dem abgenutzten Stoff der Stola verbunden liegt im rechten unteren Bildbereich ein umgestürzter Kelch auf ebenfalls umgestürzten, über Kreuz liegenden, kerzenlosen Altarleuchtern aus Gold. Der rote Messwein bzw. das Blut Christi ist verschüttet. Hinter dem Kelchfuß scheinen sich alle Linienführungen des bläulichen Bildhintergrundes zu zentrieren. Die Kuppa des Goldkelches ist zerborsten und zeigt einen tiefen Riss. Die Außenseite der Kelchkuppa ist mit einem dreifachen Fleur-de-Lys-Ornament, dem wohl bekannteste Symbol der französischen Monarchie, geschmückt. Der im hohen Mittelalter aufgekommenen Legende nach wurde die Lilie zusammen mit dem heiligen Salböl dem Merowingerkönig Chlodwig I. bei seiner Taufe von einem aus dem Himmel herabgestiegenen Engel überreicht. Ein Bezug zum Titelheiligen der Kirche, König Ludwig IX. von Frankreich oder auch ein Hinweis auf den Heiligen Gral ist denkbar. Bereits in der ersten Ansprache Ernst Alts an die Saarlouiser Kirchengemeinde, in der der Künstler seine Bildaussagekonzeption erklärt hatte, verglich er die architektonische Gestaltung der Saarlouiser Ludwigskirche mit dem Inneren des Gralsberges.
Der verwüstete Zustand, in dem sich die christlichen Kultgegenstände und Symbole des Bildes befinden, kann vom Betrachter mühelos auf den von Ernst Alt so empfundenen, desaströsen Zustand der Kirche und des Christentums bezogen werden. Der Schmetterlingskokon im Dornengeäst als Symbol der noch schlummernden Erneuerungskraft lässt allerdings erahnen, dass der Künstler hinsichtlich dieser deprimierenden Entwicklung nicht jegliche Hoffnung auf positive Veränderung aufgegeben hat.

#### Osterlachen – Amen
Erst Alt gestaltete das Fenster mit dem Titel „Osterlachen – Amen“ im Jahr 2005. Das Osterlachen (lateinisch risus paschalis) bezeichnet üblicherweise den Brauch, die Gottesdienstteilnehmer in der Predigt an Ostern zum Lachen zu bringen. Intention des Osterlachens war es dabei, die Osterfreude zum Ausdruck zu bringen. Durch das befreiende Lachen sollte der Sieg über Tod und Teufel symbolisiert werden, die sich an Christus „verschluckt“ hatten und so der Lächerlichkeit preisgegeben sind. Das Glasgemälde Ernst Alts thematisiert in allegorisch aufgeladener Formensprache den religiösen Komplex der Auferstehung Jesu Christi in der Osternacht und greift Motive des Exsultet der Osternachtsliturgie auf. In diesem liturgischen Gesang wird Jesus Christus als das Licht der Welt gepriesen und seine Auferstehung in eine theologisch konstruierte Verbindung zu dem im Alten Testament geoffenbarten göttlichen Heilsplan gestellt, wenn es heißt:

„Dies ist die Nacht, die auf der ganzen Erde alle, die an Christus glauben, scheidet von den Lastern der Welt, dem Elend der Sünde entreißt, ins Reich der Gnade heimführt und einfügt in die heilige Kirche. […] Oh wahrhaft heilbringende Sünde des Adam, du wurdest uns zum Segen, da Christi Tod dich vernichtet hat. Oh glückliche Schuld, welch großen Erlöser hast du gefunden! […] Dies ist die Nacht, von der geschrieben steht: „Die Nacht wird hell wie der Tag, wie strahlendes Licht wird die Nacht mich umgeben.“ Der Glanz dieser heiligen Nacht nimmt den Frevel hinweg, reinigt von Schuld, gibt den Sündern die Unschuld, den Trauernden Freude. Weit vertreibt sie den Hass, sie einigt die Herzen und beugt die Gewalten. […] Oh wahrhaft selige Nacht, die Himmel und Erde versöhnt, die Gott und Menschen verbindet!“

Das Fenster weist in der Wahl der verwendeten Farbtöne eine deutliche Zweiteilung auf: Während der untere Bereich in kühleren Farbtönen gestaltet ist, zeigt der obere Bereich vorwiegend eine rot-goldene Farbpalette. Ernst Alt verwendet fließende Linienführungen und gibt so dem Bild zusätzliche Dynamik. Die unterste Bildebene wird durch einen zerborstenen Schädel bestimmt, dessen Kiefer sich wie zu einem Lachen geöffnet haben. Die Schädeldecke korrespondiert formmäßig mit einem großen Ei, das im Kieferbereich des Schädels positioniert ist. An der Spitze des Eies, das traditionell für Fruchtbarkeit und neues Leben steht, haben sich feine hellgelbe Haarrisse gebildet. Der geborstene Schädel kann sowohl als Gestaltwerdung des durch Christi Auferstehung besiegten Todes als auch ikonographisch als Schädel Adams gedeutet werden. So führt der Kirchenvater Origenes Jesu Hinrichtungsstätte Golgota als „Ort des Schädels“ auf den angeblich dort begrabenen Schädel Adams zurück.
Der Apostel Paulus parallelisiert den für die ganze Menschheit stehenden ersten Menschen Adam mit dem für die neue Menschheit stehenden zweiten Adam, Christus. So wie aufgrund der Sünde des Ersten die Menschheit dem Tod ausgeliefert gewesen sei, sei sie aufgrund der Erlösungstat des Zweiten aus diesem Tod errettet (Röm 5,12–17 ). Der zentrale Punkt wird im ersten Brief an die Korinther des Paulus nochmals betont (1 Kor 15,22 ):

„Denn wie in Adam alle sterben, so werden auch in Christus alle lebendig gemacht werden.“

Analog zum Motiv des besiegten Todes zeigt Ernst Alt oberhalb des Schädels eine giftgrüne Schlange, die von einem Dornenstrauch herabgleitet, aus dem ein Trieb mit fünffacher Granatapfelfrucht hervorsprosst. Der Körper des bedrohlichen Tieres hat sich zu einer dreifachen Spirale aufgerollt und ist durch einen dicken dunklen Wollstrang gebunden. Die Spiralform der Schlange korrespondiert mit der Stacheldrahtspirale im gegenüberliegenden Fenster „Abrahams Samen – Menetekel“. In Verbindung mit der alttestamentlichen Paradieserzählung von Adam und Eva kann die Schlange als Allegorie der verführerischen Bosheit gedeutet werden. Anstatt einer Frucht vom Baum der Erkenntnis trägt die Schlange im Bild Ernst Alts einen knospenden Rosenzweig im Maul, der in der mariologischen Ikonographie als Überwindung der Schuld Evas durch die Jungfrau und Gottesmutter Maria (Rosa mystica) gedeutet werden kann. Als Zeichen eines neuen Bundes zwischen Gott und Menschen ist auf den Rosenzweig ein goldener Ring aufgesteckt, dessen Schmuckstein in marianischem Blau leuchtet. Der Ring, der mit den drei Ringen des Bildes „Abrahams Samen – Menetekel“ in gewisser Korrespondenz steht, kann allerdings auch als der kostbare Ring aus der Lessingschen Ringparabel gedeutet werden, der die Eigenschaft hat, seinen Träger „vor Gott und den Menschen angenehm“ zu machen, wenn der Besitzer ihn „in dieser Zuversicht“ trägt. Die fünffache Frucht kann als Sinnbild der fünf Kreuzeswunden Jesu gesehen werden.
Im Halsbereich der Schlange teilen sich dunkle, violett-bläuliche Wasserfluten, die im Zusammenhang mit der Teilung des Meeres beim Exodus der Israeliten aus Ägypten in der Pessachnacht deutbar sind. Eine weiße Muschel im rechten unteren Bildteil versinnbildlicht möglicherweise den pilgerschaftlichen Charakter des Lebens.
Wie in der alttestamentlichen Erzählung vom Brennenden Dornbusch schlagen Flammen aus dem rotschwarzen Dornengestrüpp im oberen Bildteil hervor. Ebenso können die Flammen in Verbindung mit der Feuersäule des Exodus gesehen werden. Vor einem goldleuchtenden Flammenzentrum, das sich zu einer sich entfaltenden Blüte entwickelt, breitet ein Schmetterling seine weiß-blauen Flügel als weiteres Auferstehungssymbol aus. Die Staubblätter der Blüte, die explodierendem Feuerwerk gleichen, korrespondieren in der Diagonalachse mit den zartgrünen Sprossen von vier Blumenzwiebeln im linken unteren Bildteil, die sich auf das Wiedererwachen der Natur im Frühling beziehen.

### Chorraumfenster
Die vier Fenster im Chorraum thematisieren die Eucharistie:

#### Schmerzkönig – Ecce Homo
Ernst Alt vollendete das Kirchenfenster im Jahre 1983. Alt thematisiert hier in verstörender Drastik das Leiden Jesu Christi in der Tradition christlicher Schmerzensmann-Darstellungen als Andachtsbild, das den leidenden Jesus Christus mit sämtlichen Kreuzigungswunden und der Seitenwunde, aber lebend und nicht am Kreuz darstellt. Die übliche Darstellung des Motivs in der christlichen Kunst unterscheidet sich vom Ecce-homo-Motiv, das Christus nach der Geißelung mit Dornenkrone, aber ohne die Wundmale der Kreuzigung darstellt, wie auch von der Engelspietà, die den Leichnam Christi von Engeln betrauert darstellt. Diese Art der Darstellung kam im hohen Mittelalter auf und fand mit dem Eingang der christlichen Mystik in die Volksfrömmigkeit auch im deutschen Sprachraum Verbreitung. Im Gegensatz zu früheren Darstellungen steht Christus dabei nicht als strahlender König und Sieger über Sünde und Tod im Vordergrund, sondern in Anlehnung an die alttestamentlichen Gottesknechtslieder (Jes 42,1–4 , Jes 49,1–6 , Jes 50,4–9 , Jes 52,13  bis Jes 53,12 ) als leidender Gerechter, zu dem der Betrachtende eine persönliche Identifikation aufbauen soll. Gängige Attribute der Gestaltung Jesu als Schmerzensmann sind meist die Passionswerkzeuge Kreuz, Dornenkrone, Passionssäule, Nägel, Stricke, Geißel, Rohrszepter, Essigschwamm mit Stab und Lanze sowie der rote Spottmantel.
In der Darstellung Ernst Alts erinnern Kopfhaltung und Mimik des Schmerzensmannes an die schmerzverzerrte Darstellung Jesu im Kreuzigungsbild des Isenheimer Altares. Jesu ausgemergelter Körper, der die Wundmale der Kreuzigung trägt, ist in fahler Leichenblässe vor düster-violettem Hintergrund gestaltet. Aus den Wundmalen der Hände rinnt Blut, aus der Seitenwunde fließen in Bezug zu Joh 19,34  bzw. Joh 7,37 f.  und Ez 47,1  Wasser und Blut. Jesu überlange Hände, die den roten Stoff des Spottmantels und das grüne Spottszepter halten, sind über Kreuz mit einem Strick gefesselt, der ihm auch um den Hals mit einer Schlinge verknotet wurde. In den Strick eingeknotet sind die drei Nägel der Kreuzigung. Die Darstellung orientiert sich an der biblischen Verspottung und Folterung Jesu in der Passion (Mt 27,27–30 , Mk 15,16–19 , Lk 23,11 , Joh 19,2–3 ).
Auf Jesu Haupt ist eine überdimensionierte gold-rot changierende Dornenkrone gedrückt worden. Darüber erhebt sich ein wellenartig, vertikal strukturierter Stamm, der als Kreuzesstamm oder als Geißelsäule gedeutet werden kann. Am Stamm ist mit Hilfe einer Schnur eine Stoffbanderole angebracht, auf der ein zackengekrönter Davidstern zu sehen ist. Hinter Jesu Rücken kreuzen sich x-förmig der Stab mit dem Essigschwamm und die bluttriefende Lanze der Kreuzigung, an deren Lanzenblatt rote Stoffbänder angeknotet sind.

#### Ostersprung des Lammes
Ernst Alt gestaltete das Fenster mit dem Gotteslamm-Motiv im Jahr 1982. Das Lamm Gottes (lat. Agnus Dei, oder altgriechisch Ἀμνὸς τοῦ Θεοῦ [Amnòs tou Theou]) ist ein seit den Ursprüngen des Christentums gängiges Symbol für Jesus Christus. Als Osterlamm mit der Siegesfahne, ist es ein Sinnbild der Auferstehung Jesu Christi. Das Lamm an sich wurde in der Antike traditionell als Zeichen des vitalen Lebens und der Unschuld verstanden. Ebenso symbolisiert sein weißes Fell innere Reinheit und Gottesnähe. Grundlage der biblischen Vorstellung des Osterlammes war die Praxis des Schlachtens von Opfertieren im Alten Testament, besonders das Schlachten der Pessach-Lämmer, deren Blut in der Nacht des Exodus auf Gebot Gottes hin als Schutzzeichen vor dem todbringenden Würgengel an die Türpfosten gestrichen wurde (Ex 12 ). Auf den Exodus Israels hin, den man in der Bibel als Heilshandeln Gottes deutete, wurde das Schlachten eines Lammes zur zentralen Handlung des Pessach-Festes.
Auch das vierte Gottesknechtslied bei Jesaja (Jes 53,1–10 ) greift auf die Lamm-Symbolik zurück. Dort heißt es vom Gottesknecht:
Wer hat unserer Kunde geglaubt? Der Arm des Herrn – wem wurde er offenbar? Vor seinen Augen wuchs er auf wie ein junger Spross, wie ein Wurzeltrieb aus trockenem Boden. Er hatte keine schöne und edle Gestalt, sodass wir ihn anschauen mochten. Er sah nicht so aus, dass wir Gefallen fanden an ihm. Er wurde verachtet und von den Menschen gemieden, ein Mann voller Schmerzen, mit Krankheit vertraut. Wie einer, vor dem man das Gesicht verhüllt, war er verachtet; wir schätzten ihn nicht. Aber er hat unsere Krankheit getragen und unsere Schmerzen auf sich geladen. Wir meinten, er sei von Gott geschlagen, von ihm getroffen und gebeugt. Doch er wurde durchbohrt wegen unserer Verbrechen, wegen unserer Sünden zermalmt. Zu unserem Heil lag die Strafe auf ihm, durch seine Wunden sind wir geheilt. Wir hatten uns alle verirrt wie Schafe, jeder ging für sich seinen Weg. Doch der Herr lud auf ihn die Schuld von uns allen. Er wurde misshandelt und niedergedrückt, aber er tat seinen Mund nicht auf. Wie ein Lamm, das man zum Schlachten führt, und wie ein Schaf angesichts seiner Scherer, so tat auch er seinen Mund nicht auf. Durch Haft und Gericht wurde er dahingerafft, doch wen kümmerte sein Geschick? Er wurde vom Land der Lebenden abgeschnitten und wegen der Verbrechen seines Volkes zu Tode getroffen. Bei den Ruchlosen gab man ihm sein Grab, bei den Verbrechern seine Ruhestätte, obwohl er kein Unrecht getan hat und kein trügerisches Wort in seinem Mund war. Doch der Herr fand Gefallen an seinem zerschlagenen (Knecht), er rettete den, der sein Leben als Sühnopfer hingab.
Vor allem im neutestamentlichen Evangelium nach Johannes kommt der Gotteslamm-Symbolik eine herausragende Bedeutung zu, wenn Johannes der Täufer die Person Jesu als das Lamm Gottes deutet, das die Sünde der Welt hinwegnimmt (Joh 1,29 , Joh 1,36 ). Das Johannesevangelium positioniert in seinem Erzählstrang die Kreuzigung Jesu zu der gleichen Zeit, in der die Pessach-Lämmer im Jerusalemer Tempel geschlachtet wurden. Nach dem Bericht der drei synoptischen Evangelien fand das letzte Abendmahl Jesu in der Nacht des Pessachfestes statt, wodurch sich der enge Kausalnexus zwischen der Eucharistie und der Gotteslamm-Symbolik herleitet.
In den Briefwerken des Neuen Testamentes wird die Verbindung Jesu mit der Lamm-Symbolik ebenfalls herangezogen. So bezeichnet Paulus im 1. Brief an die Gemeinde in Korinth Jesus als das geopferte Pessach-Lamm (1 Kor 5,7 ). Im 1. Petrusbrief wird betont, dass das Blut des Lammes zur Erlösung der Menschen diene (1 Petr 1,19 ).
In der Offenbarung des Johannes nimmt die Gleichsetzung des Lammes mit Jesus Christus noch breiteren Raum ein (Offb 5,6 , Offb 5,8f , Offb 5,5 , Offb 19,9 ). Am Ende der johanneischen Apokalypse steht das Lamm zusammen mit Gott auf dem Zionsberg des neuen Jerusalems (Offb 14 ).
Erst Alt lässt in seiner Darstellung in der Saarlouiser Ludwigskirche das Osterlamm zum Sprung ansetzen. Das weiße Fell seines Körpers, der von zuckenden Flammenzungen des Opferbrandes umgeben ist, hat der Künstler zu wirbelnden Ornamenten geordnet. Dornige Ranken verflechten sich und scheinen das Lamm an den Hinterläufen geradezu einzuspinnen, doch erblühende, die Dornen zu überwuchern beginnende Christrosen deuten an, dass sich das Lamm dieser Gefahr, anders als der Widder beim Opfer Abrahams, durch einen Sprung entziehen kann. Kopf und Vorderbeine hat es bereits erhoben. Dennoch ist das Lamm schwer verletzt: Aus seiner Brust fließen in dicken Tropfen sieben Blutströme. Im Gegensatz zur traditionellen Osterlamm-Symbolik trägt das Lamm keine Siegesfahne, sondern einen knotigen grünen Stab, der in seiner Krümme, die an einen Hirtenstab erinnert, Weinlaub und einen dunklen Traubenklotz hervorbringt. Die Symbolik bezieht sich auf Joh 15,5 :
Ich bin der Weinstock, ihr seid die Reben. Wer in mir bleibt und in wem ich bleibe, der bringt reiche Frucht.
Des Weiteren kann der grünende Stab auch in Verbindung mit der mittelalterlichen Tannhauser-Sage gesehen werden: Ein Ritter, der sieben Jahre im Berg der Frau Venus zugebracht hat, pilgert nach Rom, um beim Papst um Vergebung für seine Sünden zu bitten. Der Papst verweigert diese jedoch, denn so wenig der dürre Pilgerstab grünen werde, so wenig könne der Ritter Vergebung erhalten. Traurig zieht der Ritter wieder von dannen, doch am dritten Tag beginnt der Stab durch ein göttliches Wunder zu grünen.
Im Saarlouiser Osterlamm-Fenster quillt dort, wo der grüne Stab des Lammes und seine Blutstropfen den Boden berühren, belebendes Wasser aus dem Boden hervor, das sich auf die apokalyptische Vision des himmlischen Jerusalems bezieht, in der eine Stimme das siegreiche Lamm deutet (Offb 21,6 ):
Ich bin das Alpha und das Omega, der Anfang und das Ende. Wer durstig ist, den werde ich umsonst aus der Quelle trinken lassen, aus der das Wasser des Lebens strömt.
Die Dornen, die von den Quellströmen des Wassers benetzt werden, beginnen in der Darstellung Ernst Alts zu grünen und bringen eine goldene, kugelige Frucht hervor.

#### Sich verschenkender Pelikan
Ernst Alt fertigte das Pelikan-Fenster im Jahr 1980. Der Künstler stellte es im Rahmen einer Sonntagspredigt am 22. Juni 1980 selbst vor, indem er in gewisser Ablehnung des Böhmschen Betonbaues und bezugnehmend auf den gesellschaftlichen Säkularisierungsprozess seiner Zeit ausführte:

„Dass dieses Haus kein Eisstall sein soll und bleiben muss, darum beginnen wir jetzt, indem wir Gottes Karte auslegen, seine Herzkarte. Wir haben uns überlegt, sollen wir diesen Vogel mit der guten Botschaft gleich wieder so hoch schießen, dass er uns nicht wehe tut oder sollen wir ihn auf Wochen in greifbarer Nähe lassen, wie der verwundete Christus bei seinen verängstigten Küken, seinen Jüngern. Sollen wir ein solches Bild und ein Bildprogramm, das in diese Kirche kommen soll, wie eine Tapete der Verharmlosung uns gefallen lassen, oder sollen wir, die Energielosen, wieder Feuer zünden am Brand seines Herzens. (…) Wir haben die gute Geschichte nicht mehr weiter erzählt. Wir haben die Bilder gelöscht, uns tot gebaut und saniert. (…) Man bekam nicht nur kalte Füße in unserer Kirche, sondern auch das Herz bekam Erkältung, und wo die Frucht unserer Liebe sitzen soll, gähnen die Bänke von Leere. Waren wir Pelikan, Sie und ich? Haben sie geliebt, bis es weh tat?“

Als Symbol für Jesus Christus sind Pelikane Teil der christlichen Ikonographie. Nach dem Physiologus, einem frühchristlichen Tierkompendium, öffnet sich der Pelikan mit dem Schnabel die eigene Brust, lässt sein Blut auf seine toten Jungen tropfen und holt sie so wieder ins Leben zurück. Dies wurde allegorisch in den Kontext des Opfertodes Jesu Christi gesetzt, wodurch der Pelikan zu einem in der christlichen Ikonographie häufig verwendeten Motiv wurde.
Die Grundlage für diese Vorstellung liefert möglicherweise die Tatsache, dass sich die Jungen des Pelikans ihr Futter tief aus dem Kehlsack der Eltern holen, was den Eindruck erweckt, sie würden sich an deren Brustfleisch nähren. Außerdem färbt sich beim Krauskopfpelikan während der Brutzeit der Kehlsack rot und erinnert an eine blutige Wunde.
Ernst Alt gestaltet sein Fenster vom Aufbau her durch eine Kreisform, die aus einem Kranz von Dornenzweigen besteht. Der Dornenkranz changiert zwischen den Farben Grün, Orange und Blutrot. Dornen deutet Ernst Alt als die Mühsal unseres Lebens. Doch auch in dieser Ödnis macht Alt Hoffnungsgrün aus. Der Kranz bildet gleichzeitig das Nest für vier Pelikanjunge, die gierig ihre Schnäbel nach oben in Richtung ihres Muttervogels recken, der sich fürsorgend zu ihnen herabbeugt. Sein wirbelndes weißes Gefieder kann als Symbol der sich verschenkenden reinen Lieben gedeutet werden. Der Vogel erinnert in seiner rotierend anmutenden Bewegung an die Form eines sich um seine Achse drehenden Schwungrades. Mit spitzem Schnabel hat der Muttervogel seine Brust aufgestochen. Dicke Blutstropfen ergießen sich pfingstfeuerzungenartig in die Schnäbel der Jungen.

#### Keltertreter
Ernst Alt vollendete das Fenster im Jahr 2012 wenige Monate vor seinem Tod und 32 Jahre nachdem er das erste Fenster für die Saarlouiser Ludwigskirche gefertigt hatte. Die Darstellung des Keltertreters ist inspiriert vom Motiv des Christus in der Kelter, das im 12. Jahrhundert in der christlichen Ikonographie aufkam. Dargestellt wird Christus bei der Arbeit in einer Weinkelter, wobei der ausfließende Traubensaft als Blut Christi von einem Kelch aufgefangen wird. Die Kelter wird als Symbol für den Opfertod Jesu am Kreuz gedeutet. Die übliche Darstellung erfolgt in allegorischer Aufnahme biblischer Aussagen wie des Propheten Jesaja (Jes 63,2–6 ):
Warum aber ist dein Gewand so rot, ist dein Kleid wie das eines Mannes, der die Kelter tritt? Ich allein trat die Kelter; von den Völkern war niemand dabei. Da zertrat ich sie voll Zorn, zerstampfte sie in meinem Grimm. Ihr Blut spritzte auf mein Gewand und befleckte meine Kleider. Denn ein Tag der Rache lag mir im Sinn und das Jahr der Erlösung war gekommen. Ich sah mich um, doch niemand wollte mir helfen; ich war bestürzt, weil keiner mir beistand. Da half mir mein eigener Arm, mein Zorn war meine Stütze. Ich zertrat die Völker in meinem Zorn, ich zerschmetterte sie in meinem Grimm und ihr Blut ließ ich zur Erde rinnen.
Diese alttestamentliche Anspielung wurde christologisch verbunden mit dem eschatologischen Hinweis der neutestamentlichen Apokalypse (Offb 19,13–15 ):
 Bekleidet war er mit einem blutgetränkten Gewand; und sein Name heißt „Das Wort Gottes“. […] Und er herrscht über sie mit eisernem Zepter, und er tritt die Kelter des Weines, des rächenden Zornes Gottes, des Herrschers über die ganze Schöpfung.
Als weiteres Element spielt der Segen Jakobs über Juda hinein (Gen 49,11 ):
Er bindet am Weinstock sein Reittier fest, seinen Esel am Rebstock. Er wäscht in Wein sein Kleid, in Traubenblut sein Gewand.
Ernst Alt lässt den Keltertreter mit gramgebeugtem Ausdruck nahezu die gesamte Bildfläche ausfüllen. Dieser wird von Dornenzweigen niedergedrückt und lässt aus einem goldenen Gefäß, das er auf der linken Schulter trägt, dunkle Trauben herausfallen. Keltertreter und Weintrauben sind in ähnlich bläulichem Farbton gestaltet, sodass der Eindruck vermittelt wird, Keltergut und Keltertreter verschmölzen identitätsmäßig miteinander. Die Rechte des Keltertreters greift, ein Winzermesser haltend, in Richtung seiner linken Hüfte. Weinlaub und ein Traubenklotz erscheinen im Dreieck, das, vom Betrachter aus links, von Oberschenkel und Arm des Keltertreters gebildet wird: Der niederdrückende Dornentrieb hat gegrünt und Weintrauben hervorgebracht.
Die Beine des Keltertreters sind in Tretbewegung dargestellt, die Unterschenkel haben sich weinrot gefärbt, doch bleibt das Keltergut unsichtbar. Der Keltertreter trägt einen roten Lendenschurz, der sich gestalterisch in einen Wein- bzw. Blutstrom verwandelt. Dieser Strom ergießt sich über sechs am Boden stehende Amphoren, die allerdings nicht gefüllt werden. Der Blut- oder Weinstrom erweckt den Eindruck, an ihrem Rand vorbeizugleiten. Das Selbstopfer des Keltertreters scheint umsonst und wird nicht angenommen.

### Kirchenschifffenster
Die beiden Fenster im Kirchenschiff zeigen folgende Themen:

#### Sich aufflammender Phönix
Der Phönix (altgriechisch Φοίνιξ, Phoínix, von altägyptisch Benu: „Der Wiedergeborene/Der neugeborene Sohn“; lateinisch Phoenix) ist ein mythischer Vogel, der am Ende seines langen Lebenszyklus verbrennt oder stirbt, um aus dem verwesenden Leib oder aus seiner Asche wieder neu zu erstehen. In der christlichen Ikonographie wurde er zum Sinnbild der Auferstehung und des ewigen Lebens. Bereits in der ägyptischen Mythologie wurde der altägyptische Totengott Benu meist in Form eines Reihers dargestellt, der im Abstand von mehreren hundert Jahren erscheint, bei Sonnenaufgang in der Glut der Morgenröte in Flammen aufgeht und aus seiner Asche verjüngt wiederaufersteht. In der Zeit des Hellenismus verbreitete sich die Vorstellung, dass der Phönix aus der Asche des Osiris oder dessen verwesenden Überresten hervorgegangen sei und ein hohes Alter von vielen, meist fünf Jahrhunderten erreiche. Am Ende seines Lebens baue er mit seinem Schnabel ein Nest aus Myrrhe, setze sich hinein und verbrenne mit diesem. Nach Erlöschen der Flammen bleibe ein Ei zurück, aus dem nach kurzer Zeit ein neuer Phönix schlüpfe. Eine weitere Erzählvariante des Mythos berichtet, dass der rotgoldene Vogel alle 500 Jahre am Todestag seines Vaters nach Heliopolis flöge, wo er aus Weihrauch ein Ei als Hülle der Leiche seines Vaters forme. Dieses Ei trüge der Vogel dann in den Tempel von Heliopolis, wo es feierlich begraben werde.
Ernst Alt schuf das Phönix-Fenster im Jahr 1985. Vor nachtblauem Hintergrund hebt sich das rotgoldene Gefieder des Vogels ab. Im unteren Bildbereich züngelt bereits ein Flammennest aus goldenen Myrrhekörnen und hat den Schweif des Tieres erfasst, während sich die Federn im Halsbereich infolge der Hitze einzurollen beginnen und damit eine formenreiche Ornamentik bilden. In diesem Feder-Ornament platzen Erbsenhülsen auf und geben ihre Samenkugeln preis. Ebenso zeigt sich ein Fruchtstand, der als Zirbelnuss oder als Artischocke gedeutet werden könnte. Die sich öffnenden Früchte können als Symbol der Auferstehung verstanden werden. Sterbend öffnet der Vogel seinen langen Schnabel, während seine emporgereckten Schwingen ein glänzendes kugelförmiges Gebilde zu umfangen scheinen. Das Gebilde weckt Assoziationen zur Sonnenkugel, einem Vogelei, einem Lichtnimbus oder einer Eizelle, die sich, vom Schnabel des Vogels durchstoßen, zu teilen beginnt.

#### Die Nachtigall und die Rose
Erst Alt fertigte das Fenster im Jahr 1981. Der Künstler thematisiert hierbei ein im Jahr 1888 erschienenes Kunstmärchen von Oscar Wilde mit dem Titel „Die Nachtigall und die Rose“ (The Nightingale and the Rose).
Ein junger Student will in der Erzählung mit der Tochter eines Professors tanzen gehen. Diese allerdings macht zur Bedingung, dass sie nur einwillige, wenn der Student ihr rote Rosen mitbrächte. Da der Student in seinem Garten keine rote Rose hat, ist er unglücklich, denn er glaubt, dass er gerade um die Chance seines Lebens gebracht würde. Eine Nachtigall sieht in dem weinenden Studenten einen wahrhaft Liebenden, empfindet Mitleid mit ihm und begibt sich auf die Suche nach einer roten Rose. Sie bittet einen Rosenstrauch, ihr gegen ihren süßesten Gesang eine seiner Rosen zu überlassen. Dieser kann ihr allerdings nur weiße Rosen bieten. So fliegt die Nachtigall zu einem anderen Rosenstrauch mit der gleichen Bitte. Dieser trüge zwar rote Rosen, aber der Frost hat alle Knospen absterben lassen. Da verrät der zweite Rosenstrauß der verzweifelten Nachtigall, er könne aber mit Hilfe ihres Herzblutes und ihres Todesgesanges eine blutrote Blüte hervorbringen. Da die Nachtigall die Liebe des jungen Mannes zu dem jungen Mädchen höher bewertet als ihr eigenes Leben, ist sie zur Selbstaufopferung bereit. Ihre gezwitscherte Aufforderung an den Studenten, seiner Liebe treu zu bleiben und in dieser das höchste Gut zu sehen, versteht dieser nicht.
In der Nacht drückt sich die Nachtigall, Liebeslieder singend, einen Dorn des knospenlosen Rosenstrauches so tief in die Brust, dass er schließlich ihr Herz durchbohrt. Sogar der kalte Kristallmond lauscht ihrem Todesgesang, während der Rosenstock eine wunderschöne blutrote Blüte hervorbringt. Vollkommen ausgeblutet fällt die Nachtigall, den Dorn in ihrem Herzen, ins hohe Gras. Als der Student am nächsten Mittag die tiefrote Rose sieht, bricht er sie ab und bringt sie sofort der Professorenstochter. Diese aber weist ihn angewidert ab, da die Rose farblich nicht zu ihrem Kleid passe und der Neffe des Kammerherren ihr wertvolle Juwelen zugesandt habe, die sie viel besser schmückten als eine einfache Blüte. Zornig wirft der Student die Rose daraufhin in den Straßenrinnstein, worauf ein Wagenrad die Blüte zerquetscht. Enttäuscht von der, wie er meint, „törichten“ und „unpraktischen“ Liebe, wendet sich der junge Mann nun dem Studium der Logik, der Philosophie und der Metaphysik zu.
Ernst Alt zeigt in seinem Glasfenster den Todesgesang der sich vor dem blauen Nachthimmel und dem fahlen Lichtschein der dornenspitzen Mondsichel hingebenden, goldgelb gefiederten Nachtigall. Ihr in dicken Tropfenkaskaden austretendes Herzblut lässt eine große Rose erblühen und färbt sie blutrot. Sterbend nimmt ihr Schnabel die Gestalt von Dornen an, deren tödliches Geflecht ihren zarten Körper umstrickt. Im Gegensatz dazu quillt im unteren Bildteil satt Rosenblattgrün aus dem verdorrenden Strauch. Die bleiche Mondsichel als Symbol der wankelmütigen Unverlässlichkeit schlingt geradezu einen Heiligenschein um das Martyrium der sterbenden Nachtigall.

### Turmkapellenfenster
Die Turmkapellenfenster im Mitteleingang, die zwischen den Jahren 1984 und 1994 geschaffen wurden, zeigen christliche Figurenkonstellationen, die den göttlichen Schutz in Situationen der Bedrohtheit thematisieren:

#### Christophorus-Fenster
Christophorus (griech. Χριστόφορος „Christusträger“, von pherein, „tragen“) gilt als frühchristlicher Märtyrer, der vielleicht im 3. oder beginnenden 4. Jahrhundert gelebt hat. Christophorus wird üblicherweise in der christlichen Ikonographie als Hüne mit Stab dargestellt, der das Jesuskind auf den Schultern über einen Fluss trägt. Er zählt zu den vierzehn Nothelfern.
Nach den legendarischen Quellen war er ein Riese namens Offerus, der nur dem mächtigsten Herrscher dienen wollte. Der Riese fand aber keinen, dessen Macht nicht in irgendeiner Weise begrenzt gewesen wäre. Nach langer vergeblicher Suche riet ihm ein christlicher Einsiedler, nur Gottes Macht sei unbegrenzt, und nur diesem solle Offerus dienen. Als Demutsübung sollte er fortan Reisende an einer tiefen Furt über einen Fluss tragen. Eines Tages, so die Legende, nahm Offerus ein kleines Kind auf die Schulter, um es über den Fluss zu tragen. Je tiefer Offerus in das Wasser stieg, desto schwerer schien ihm die Last zu werden. In der Mitte des Stromes offenbarte ihm das Kind, dass er Christus und damit die ganze Welt trage. Am anderen Ufer angelangt, gab ihm das Kind deshalb den neuen Namen Christophorus (griech.: Christusträger).
Ernst Alt gestaltete das Christophorus-Fenster im Jahr 1987. Die nackten Figuren des Christophorus und des Jesuskindes befinden sich mitten in den sie um schlingenden Fluten des reißenden Flusses. Die wirbelnden Wogen bilden im unteren Bereich des Bildes den Kopf eines Leviathan, der einen Fischschwarm in seinem weit aufgerissenen Maul verschlingen will, als Symbol des arglistigen Bösen. Mit beiden Händen stützt sich Christophorus auf einen schuppigen tiefroten Palmenstamm, der sich über dem Kopf des Wasserungeheuers erhebt. Das Auge des Untiers hat bereits seinen bedrohlichen Blick auf Christophorus und das Jesuskind gerichtet. Aufgrund der übermenschlichen Anstrengung hat der kahlköpfige Riese seine Augen geschlossen. Das Jesuskind umklammert mit seinen Füßen den Hals des Christophorus und hält sich mit seinen Händen in den Palmwedeln des Baumstammes fest, der den Hünen stützt. Das Haupt des geradezu verschmitzt lächelnden Jesuskindes ist nimbusumstrahlt. Das Kind beugt mühelos, der gotischen Form des Fensters folgend, die fruchttragenden Palmwedel des massiven Baumstammes herab, damit sich eine auffliegende weiße Taube an roten Palmfrüchten sättigen kann. Die Finger der rechten Hand des Kindes sind wie zum Siegeszeichen gespreizt. Jegliche Aufwärtsbewegung der Formen wird in den Händen des Kindes nach unten gelenkt.
Wie im Raphaelfenster kann der zwischen den Lenden des Riesen aufstrebende Stamm in Zusammenhang mit dem alles verschlingenden Ungeheuer als Symbol ungestümer und zerstörerischer Sexualität gedeutet werden, die durch fürsorgende Liebe und kindliche Zärtlichkeit umgewandelt wird.

#### Raphael-Fenster
Das in den Jahren 1991/1992 entstandene Fenster greift das Hauptthema des Buches Buches Tobit auf, eines deuterokanonischen bzw. apokryphen Buches des Alten Testamentes, das wahrscheinlich um 200 v. Chr. auf Aramäisch in Palästina oder der ägyptischen Diaspora verfasst wurde. Die Erzählung hat die Form einer lehrhaften Novelle. Das Buch wurde nicht in den jüdischen Kanon aufgenommen, ist aber Teil der Septuaginta und wird von der Römisch-katholischen Kirche und den Orthodoxen Kirchen als Teil des Schriftenkanons des Alten Testaments angesehen.
Zentralfiguren des Glasgemäldes von Ernst Alt sind der Erzengel Raphael (hebräisch רפאל rafa’el; „Gott heilt“) und der junge Tobias (Hebräisch: „Der Herr ist gütig“). Raphael ist im Buch Tobit der Engel, der das Gebet des jungen Tobias hört, ihn in Menschengestalt auf seiner Reise von Ninive nach Rages begleitet, ihm in Ekbatana Sara als Ehefrau vermittelt, den bösen Dämon Aschmodai besiegt und Tobias ein Heilmittel gegen die Blindheit seines Vaters verschafft. Als der geheilte Tobit und Tobias den unerkannten Erzengel für dessen Hilfe belohnen wollen, enthüllt dieser ihnen seine wahre Identität und kehrt zu Gott zurück.
Das weitgehend in bläulichen Farbtönen gehaltene, maßwerklose neogotische Spitzbogenfenster zeigt den Erzengel Raphael, wie er sich in brüderlich-beschützendem Gestus dem kindlich-jugendlichen Tobias zuwendet, der seinen Blick vertrauensvoll zu ihm empor wendet. Das Haupt des Raphael ist geschmückt mit einem Kranz von Ölbaumzweigen, die vollreife Früchte tragen. Raphael hält in seiner Rechten ein Räuchergefäß empor, dessen Rauch im Emporsteigen sieben rosenartige Formen, als Symbole der sieben Erzengel Gottes, annimmt. Am höchsten Punkt des Fensters erkennt man im Rauch das Auge Gottes als Symbol für die göttliche Hilfe, die Tobias zuteilwurde. Ornamente, die Wasserfluten symbolisieren, umgeben im unteren Bereich die beiden nackten Figuren und stellen die Bedrohtheit des Lebens des Tobias dar, das nur durch die schützende Hilfe des Erzengels gerettet werden kann.
Beide Gestalten tragen einen großen Fisch, dessen weit aufgerissenes Maul spitze Zähne aufweist. Der Fisch hatte Tobias bei einem Bad im Tigris verschlingen wollen, doch mit der Hilfe des Erzengels konnte er gefangen werden. Seine Innereien sollen nun als Heilmittel gegen die Blindheit des alten und kranken Tobit und die Dämonenbesessenheit von Tobias späterer Ehefrau Sara helfen. Die phallusartige Form des Fisches kann auch als erwachende, ungezügelte Sexualität des Tobias gedeutet werden, die durch Liebe gezähmt wird.
Zu den Füßen der beiden läuft der kleine Hund des Tobias. Er hat sich mit dem rechten vorderen Lauf in einer Kordel verfangen, die sich zu einem Labyrinth, dem Symbol des verschlungenen Lebensweges, formt.
Zwischen die Füße des Erzengels und des kleinen Tobias hat Ernst Alt ein altes lateinisches Bittgebet eingefügt:

„RAPHAEL MEDICINALIS MECUM SIS PERPETUALIS, SICUT FUISTI CUM TOBIA, SEMPER MECUM SIS IN VIA.“

(Dt. Übersetzung: „Heilender Raphael sei auf ewig bei mir, wie du auch mit Tobias warst, bleibt stets mit mir auf dem Weg.“)
Ernst Alt hat das Glasgemälde seinem verstorbenen Lebensgefährten Bernhard Lieblang (geb. 22. Juli 1940) gewidmet (Untertitel „In Memoriam B.L. 17. II. 1991“), der am 17. Februar 1991 verstorben war. Beide hatten sich im Jahr 1957 kennengelernt.

#### Jona-Fenster
Ernst Alt gestaltete das Jona-Fenster im Jahr 1992. Jona ist die zentrale Gestalt einer Schrift aus vier Kapiteln im Zwölfprophetenbuch des Tanach. Diese biblische Erzählung berichtet, dass Gott Jona beauftragt, nach Ninive zu gehen und der verworfenen Stadt und ihren frevelnden Bewohnern ein Strafgericht Gottes anzudrohen, wenn sie nicht bußfertig umkehren wollten. Der angstvolle Jona versucht sich allerdings dem für ihn bedrohlichen Auftrag Gottes zu entziehen, in dem er per Schiff in die entgegengesetzte Richtung flieht. Daraufhin entfacht Gott einen gewaltigen Sturm, durch den das Schiff in Seenot gerät. Durch das Los wird Jona von der Besatzung als Verantwortlicher entlarvt. Jona gesteht seine Schuld ein und empfiehlt, ihn ins Meer zu werfen, was die Schiffsbesatzung schließlich auch tut. Der Sturm hört augenblicklich auf und die Seeleute bekehren sich zu JHWH. Ins Wasser geworfen, wird Jona von einem großen Fisch verschluckt. In dessen Bauch fleht er inständig zu Gott und wird nach drei Tagen und drei Nächten wieder an Land ausgespien. Jona befolgt nun den göttlichen Auftrag und geht tatsächlich nach Ninive, um dort zu verkündigen, dass nur noch vierzig Tage bis zur Zerstörung der Stadt durch Gott verbleiben. Diese Strafankündigung löst bei den Niniviten eine demütige Bußbewegung aus, die dazu führt, dass Gott die angekündigte Strafe erlässt. Diese barmherzige Begnadigung löst bei Jona so großen Zorn aus, dass er unter einer Rizinusstaude sterben will. Gott lässt die Rizinusstaude verderben, worauf Jona deren Schicksal beklagt. Die Geschichte endet mit dem den Egoismus Jonas entlarvenden Ausspruch Gottes:
„Dir ist es leid um den Rizinusstrauch, für den du nicht gearbeitet und den du nicht großgezogen hast. Über Nacht war er da, über Nacht ist er eingegangen. Mir aber sollte es nicht leid sein um Ninive, die große Stadt, in der mehr als hundertzwanzigtausend Menschen leben, die nicht einmal rechts und links unterscheiden können – und außerdem so viel Vieh? “ (Jona 4, 10-11 f.).
Ernst Alts verdichte in seinem Glasgemälde die Jona-Erzählung, indem er den nackten, bläulich angelaufenen Körper des Propheten Jona zeigt, wie er gerade aus dem Maul des riesigen Fisches ausgespien wird, wobei im rechten Bildbereich eine Gischtfontäne über einer sich öffnenden Perlmuschel aufsteigt. Die Perlmuschel kann hier als Auferstehungssymbol, als Sinnbild des Gottesreiches oder als Zeichen der (wiedererlangten) inneren Reinheit Jonas gedeutet werden. Weiterhin kann die Muschelschale als Hinweis der christlichen Lebenspilgerschaft verstanden werden. Die dunklen Schwanzflossen des Fischs umrahmen im linken Bildbereich den Oberkörper des kahlköpfigen Propheten, der sich dem Licht emporreckt. Aus den Blaslöchern des Meerestieres schießt in hohem Bogen weißer Spaut fontänengleich aus. Die Spautfontäne des Meerwesens könnte eventuell motivisch als Assoziation zu Befruchtungsflüssigkeit, als mögliches Zeichen des geretteten Lebens, der wiedererlangten Vitalität sowie des „Logos spermatikos“, deutbar sein. Im Bogenfeld der Fontäne öffnet sich ein bläuliches Lichtfeld, ähnlich dem sprichwörtlichen „Licht am Ende eines Tunnels“. Eine gedankliche Verbindung zu Nahtoderfahrung ist möglich. Jona hat seine Arme emporgerissen und greift freudig mit seinen Händen in die grünenden Zweige der Rizinusstaude. Eine graue, sich emporschraubende Wirbelstruktur könnte das baldige Absterben der Rizinusstaude andeuten. Jonas Rechte wird von lilafarbenen Flächen umgeben, die als Blüten oder Bäder gedeutet werden können. An der höchsten Spitze der Staude befindet sich ein korbartiges, grobmaschiges Nest, worin ein liegendes Vogelei erkennbar wird. Es kann symbolisch für Fruchtbarkeit sowie Auferstehung und Neuanfang stehen.

#### Guter-Hirte-Fenster
Das Guter-Hirte-Fenster wurde von Ernst Alt im Jahr 1994 gestaltet. Das Bildwort vom guten Hirten (griech. ὁ ποιμὴν ὁ καλός ho poimen ho kalos, lat. pastor bonus) ist im Christentum eine der ältesten und verbreitetsten Bezeichnungen für Jesus Christus. Das Motiv existierte allerdings schon in der Zeit vor der Entstehung des Neuen Testamentes. Im Alten Testament ist das Hirtenbild verbreitet: Abel (Gen 4,2 ), Abraham (Gen 13,2 ), Isaak (Gen 27,9 ) und Jakob (Gen 30,31 ) waren Hirten. Mose wurde als Hirte seines Volkes angesehen (Jes 63,11 ; Num 27,17 ). Die politischen, religiösen, jurisdiktionellen und militärischen Führer des jüdischen Volkes werden im Tanach als gute oder schlechte Hirten bezeichnet (Jer 23,1–4 ; Hes 34 ). In der Geschichte des jüdischen Volkes stellt David politisch die bedeutendste Hirtenfigur dar (1 Sam 16,19 ; 17,15.28 ; 2 Sam 7,8 , Ps 78,70–72 ). Dem messianischen Hirten schlägt als leidendem Gottesknecht allerdings ungerechtfertigte Ablehnung entgegen und er wird getötet, woraufhin sich seine Schafe zerstreuen (Sach 13,7 ). Das Hirtenmotiv wird vielfach auch unmittelbar auf die Fürsorge Gottes bezogen (Gen 48,15 ; Psalm 23; Psalm 80; Psalm 95; Jes 40,11 ; Jer 31,10 ).
In einer der großen Gleichnisreden des Johannesevangeliums (10,1–18 ) lässt der Evangelienautor Jesus sich selbst als guten Hirten bezeichnen, der die Schafe kennt, sie einzeln beim Namen ruft, von den Schafen selbst erkannt wird und schließlich sein eigenes Leben für seine Schafe hingibt. Indirekt erscheint das Hirtenmotiv auch im Gleichnis vom verlorenen und geretteten Schaf (Mt 18,12–14  par. Lk 15,1–7 ): Nicht den 99 anderen Schafen, sondern dem einen verlorenen, dem Sünder, gilt die Suchaktion des Hirten. In direkter Beziehung zum Bildmotiv des guten Hirten steht das Motiv des „Lammes Gottes“. Hier erscheint Jesus Christus als makelloses Lamm, das zur Vergebung der Sünden geopfert wird (Mt 26,31–32  par. Mk 14,27–28 ).
Ernst Alt stellt in seinem Glasfenster den guten Hirten in gebeugter Haltung, auf einen kräftigen Stab gestützt, dar. Er hat auf seiner Suche das verlorene Schaf wiedergefunden und trägt das geschwächte Tier fürsorglich auf seinen Schultern heimwärts, wobei er durch aufwirbelnde Wasserfluten waten muss, die bis zu seiner Hüfte emporschießen und im linken unteren Bildbereich einen labyrinthartigen Wirbel, als Symbol möglicher Verirrung, verursachen. Darüber hinaus droht sich sein rechter Fuß in sich verflechtenden Pflanzenranken zu verfangen. Zwischen den Schenkeln des guten Hirten reckt sich aus den Fluten ein freundlich dreinschauender Delphin, als Symbol der selbstlosen Hilfsbereitschaft, empor.
Der knorrig-spröde Hirtenstab bildet in seiner Krümme Weinranken mit Trauben und Ähren aus, die symbolisch für die Hingabe Jesu im Kreuzestod und seine Realpräsenz in der Eucharistie stehen. Im Spitzbogen des Fensters schwebt eine weiße Taube. Das Ölbaumblatt in ihrem Schnabel und der Regenbogen lassen das Motiv als Symbol des Bundes Gottes mit den Menschen nach der Sintflut erkennen (Gen 8,11–13 ).